# Histoire LGBT en France

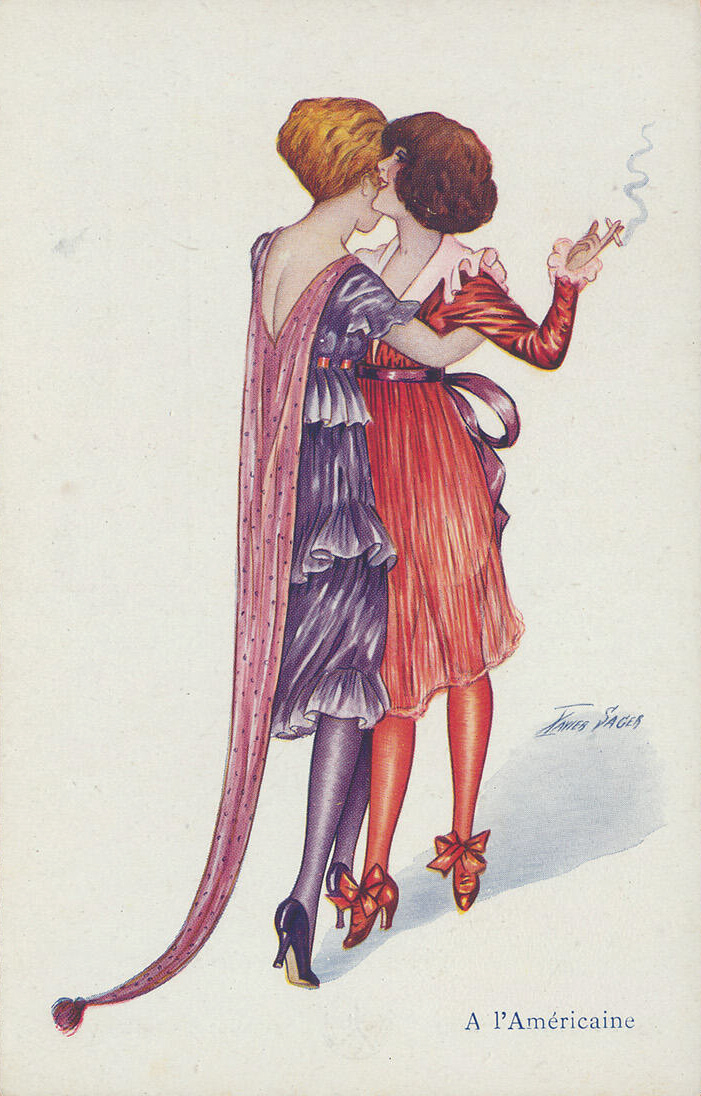
Couple de femmes en train de danser, carte postale de 1930 par Xavier Sager.

Pour des articles plus généraux, voir LGBT en France, Histoire de la France et Histoire LGBT.
L'histoire LGBT en France est l'histoire sociale, politique et culturelle des personnes lesbiennes, gays, bisexuelles, trans, intersexes et queers de France et de la manière dont les institutions et la société françaises interagissent avec elles.
D'abord marquée par une forte condamnation juridique et religieuse pouvant aller jusqu'à la mort, qui affecte plus les personnes du Tiers-État que de l'aristocratie, la révolution française met fin à la criminalisation des pratiques homosexuelles. Mais sous les Empires, la répression prend une autre forme : policière et discrète sous le règne de Napoléon Ier, elle se double d'une condamnation médicale sous celui de Napoléon III. Cette répression n'empêche pas l'émergence d'une sociabilité et d'une culture homosexuelle et travestie dès la fin du XIXe siècle, en particulier à Paris. Cette relative liberté ne s'étend pas aux colonies, où la France maintient un ordre sexuel au service de l'ordre colonial.
Durant la Seconde Guerre mondiale, l'Alsace-Moselle est annexée par l'Allemagne nazie ; il en suit discrimination et déportation des homosexuels de ce territoire. La communauté LGBT française se structure tout au long du XXe siècle, avec la distinction entre travestissement et transsexualité dans les années 1960 accompagnée de la création d'associations transidentitaires et les premières revendications et manifestations politiques dans les années 1970. Celles-ci aboutiront à la fois à la création de la marche des fiertés en France ainsi qu'à des apports théoriques de premier plan au féminisme lesbien international grâce à la pensée de Monique Wittig.
Si les LGBT de France conquièrent la fin du fichage des homosexuels et de la discrimination sur la majorité sexuelle en 1982, la fin du XXe siècle est surtout marquée par l'épidémie de SIDA et il faut attendre 1999 pour la création du PACS puis 2013 pour l'ouverture du mariage entre personnes de même sexe.

## Moyen Âge

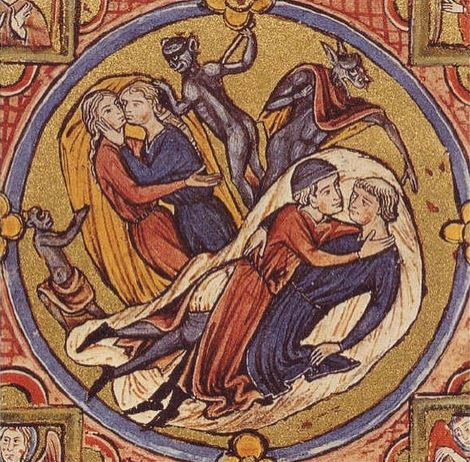
Enluminure de la bible moralisée de Vienne 2554 réalisée au début du XIIIe siècle pour un membre de la famille royale de France.

La première partie du Moyen Âge est marquée par une conception chrétienne de l'amour et de la sexualité : celle-ci place l'amour comme valeur et la sexualité comme péché, où l'idéal est d'être vierge ou chaste et où la continence, c'est-à-dire une pratique restreinte de la sexualité au sein du mariage hétérosexuel, un moindre mal. L'affection entre femmes ou entre hommes est valorisée, et les poètes qui en parlent, tels que Baudri de Bourgueil et Marbode, où la rhétorique érotique vient souligner la vertu des personnages. Mais un double tournant s'effectue aux XIIe et XIIIe siècle.
C'est à cette époque que l'accusation de « sodomie », au sens large de pratique sexuelle non-reproductive incluant les rapports entre deux hommes, émerge comme arme de déligitimisation politique. L'exemple le plus ancien est la campagne de dénigrement réalisée contre Jean, évêque d'Orléans, et accusé de relations avec Philippe Ier : Yves de Chartres affirmera par exemple une lettre à Urbain  II : « certains de ses amants qui l’appellent Flora ont composé des chansons rythmées à son sujet que de jeunes dépravés, qui  sont, vous le  savez, la  plaie de  cette  région, chantent  dans  les villes de France, sur les places et les carrefours ». Ces accusations prennent de la force car la société médiévale délaisse de plus en plus la célébration de l'affection entre hommes : si ce lien était valorisé entre seigneur et vassal dans un contexte de pouvoir peu centralisé, car permettant une fluidification des rapports sociaux, il est au contraire critiqué dans un contexte de monarchie renforcée, l’aristocratie voyant dans des relations trop intimes entre le souverain et un autre homme une marque de favoritisme politique, tandis qu'à l'inverse le monarque peut se sentir menacé par des relations trop fortes entre ses sujets.
Il s'agit aussi de la période où l'amour vrai et la sexualité convergent, d'abord dans la littérature des troubadours, puis au sein de l'Église, qui fixe le mariage hétérosexuel parmi la liste des sacrements au concile de Latran IV en 1215. Cela aboutit à ce que l'affection et la sexualité se retrouvent bornées au mariage, excluant par contrecoup l'affectivité homosexuelle. Dès lors, l'homosexualité n'est plus perçue dans sa dimension affective ou sociale, mais uniquement sous le prisme sexuel. C'est entre autres ce renversement qui rend le catharisme si hérétique aux yeux de la papauté, qui invoque d'ailleurs des accusations d'homosexualité, aussi appelé bougrerie, face au mouvement albigeois. La condamnation de l'hérésie par une homosexualité hypersexualisée connaît son apogée dans le procès de l'ordre du Temple, au début du XIVe siècle, où les accusations envers les Templiers listent notamment la fellation et l'anulingus.

## Époque moderne

### Conceptions de l'homosexualité

#### Condamnation théologique, juridique et morale
Des philosophes des Lumières prennent position contre la pénalisation de l'homosexualité, tels que Voltaire, Condorcet, ou Montesquieu ; cet appel à la dépénalisation s'accompagne toutefois d'une condamnation morale, la réponse pénale n'étant critiquée que parce qu'elle serait moins efficace qu'une condamnation sociale. D'autres, plus rares, argumentent que l'homosexualité est aussi naturelle que l'hétérosexualité. Diderot et Théophile de Bordeu argumentent que la sexualité homosexuelle ne peut être condamnée, puisqu'elle n'a pour conséquence concrète que d'apporter du plaisir aux participants. L'historien Bryant T. Ragan Jr. avance que l'association fréquente et péjorative entre homosexualité et philosophes par les ennemis des Lumières empêche ceux-ci de défendre autant qu'ils le souhaiteraient l'homosexualité, de peur d'être vus eux-mêmes comme homosexuels : Voltaire et d'Alembert sont accusés d'entretenir des relations avec des hommes, et l'homosexualité est désignée comme « l'amour socratique » et « le vice des philosophes ».
La pensée homophobe se déploie alors sur des arguments théologiques, juridiques et sociaux.
La condamnation théologique repose sur une association entre homosexualité et hérésie : le roman pornographique Thérèse philosophe parle des homosexuels sous le terme d'« hérétiques », et le terme le plus courant à l'époque pour désigner un homme gay, « bougre », vient du XIIe siècle et d'une déformation de « bulgare », vus alors comme à la fois hérétiques et sodomites. L'association entre hérésie et homosexualité est si forte que, de la réforme jusqu'à la fin du XVIIIe siècle, les protestants, tels que Pierre Jurieu, accusent les catholiques, en particulier les prêtres, d'avoir des relations sexuelles entre eux. Les anticléricaux, tel que Voltaire dans Candide, reprennent ce motif ; un imaginaire pornographique des monastères comme lieux de débauche gaie et lesbienne se développe, tel que développé par Mirabeau dans Erotika Biblion. Dans ce contexte, l'homosexualité n'est désignée que par périphrase, tels que « le vice le plus notoire » ou l'« abomination des abominations » ; en effet, les théologiens pensent alors que nommer directement l'homosexualité donnerait à leurs lecteurs ignorants l'idée de la pratiquer.
En revanche, lorsque des juristes condamnent l'homosexualité, ils le font explicitement : si le terme homosexuel n'existe pas encore, celui de sodomite désigne à la fois la pratique du sexe anal et les relations entre personnes de même sexe, homme ou femmes ; les juristes précisent qu'ils parlent du deuxième sens, faisant de l'homosexualité un crime.
Enfin, l'homosexualité est vue comme une rupture des lois naturelles : Francois Bernier, par exemple, croit, à tort, que l'homosexualité est unique à l'homme dans le règne animal : il en déduit qu'il ne peut s'agir que d'une perversion. Cette condamnation de l'homosexualité s'accompagne d'une naturalisation de l'hétérosexualité, la littérature du XVIIIe siècle regorgeant de célébrations de l'attirance entre hommes et femmes, pensée comme allant de soi. Il résulte de cette vision de l'homosexualité comme non-naturelle que les relations sexuelles entre hommes ou entre femmes étaient vues comme dangereuses pour la santé. Diderot critique cette vision dans Le Rêve de D'Alembert : si des humains entretiennent des relations homosexuelles, c'est bien que l'homosexualité est dans la nature humaine, puisqu'il est impossible d'agir contre sa nature.
C'est aussi à cette époque qu'apparaît la fétichisation du lesbianisme comme sujet pornographique à destination d'un public d'hommes hétérosexuels.

#### L'homosexualité comme construction sociale
Plusieurs philosophes considèrent l'homosexualité non pas comme un péché ou une nature individuelle, mais comme une conséquence de l'organisation d'une société, et donc une construction sociale. À partir de là, ils en tirent différentes conclusions morales.
La première interprétation est que, comme l'homosexualité est en soi une mauvaise chose, c'est que les pratiques sociales la favorisant sont elles-aussi mauvaises : c'est le cas par exemple de Montesquieu critiquant les harems dans Les Lettres persanes puis la pratique du sport nu dans la Grèce antique et les internats de garçons de son époque dans De l'esprit des lois mais aussi de Diderot critiquant les couvents dans La Nonne.
Helvétius, dans De l'Homme, argumente que l'acceptation de l'homosexualité, qu'il désigne comme « l'amour grec », dans d'autres civilisations, telles que la Grèce antique ou le Pérou et les monastères bouddhistes du Japon de son époque, invite à confronter les lois morales des sociétés humaines afin d'en dégager une qui puisse être réellement universelle.

#### L'émergence de l'homosexualité comme identité puis culture
Entre les années 1700 et 1720, l'homosexualité masculine commence à être pensée non plus comme un comportement que tout le monde peut avoir, mais comme une identité à part entière. « Sodomite » commence ainsi à désigner, et à être pensé par les hommes qui s'y identifient, comme une manière d'être différente de l'homme hétérosexuel, forcément plus efféminée. De la même manière, les termes « saphique » et « tribade », désignent à partir des années 1780 les femmes lesbiennes, pensées comme de nature plus masculine que les hétérosexuelles.
Cette émergence d'une identité spécifique s'accompagne d'une vision des relations homosexuelles comme d'un penchant excluant l'attirance hétérosexuelle, quand jusqu'alors, celles-ci étaient vues comme une forme de bisexualité, c'est-à-dire d'un comportement que peuvent avoir des personnes entretenant par ailleurs des relations avec l'autre sexe. Cette exclusion de la bisexualité du champ du concevable se retrouve dans le récit autobiographique Le Cosmopolite de Louis-Charles Fougeret de Monbron, qui présente les hommes musulmans comme très souvent bisexuels, par contraste avec la chrétienté où cette orientation serait très rare. La défense de l'homosexualité par Honoré-Gabriel Riqueti de Mirabeau, qui reprend le mythe des androgynes de Platon en supposant qu'en plus des êtres doubles femme/homme séparés pour devenir ensuite femme hétérosexuelle et homme hétérosexuel, il existait aussi des êtres femme/femme donnant des lesbiennes et homme/homme pour devenir des homosexuels, rend elle aussi inexplicable l'existence de personnes bisexuelles.
Cette conception de l'homosexualité comme identité permet l'émergence d'une communauté homosexuelle masculine, et ainsi d'une culture gaie, en particulier à Paris. Les « sodomites » d'alors adoptent des maniérismes efféminés, se donnent des surnoms féminins, et s'adressent entre eux par tutoiement. La drague homosexuelle se développe dans les lieux publics où se pratique la prostitution : rives de la Seine, boulevards du nord de la ville, jardins des Tuileries, du Luxembourg et du Palais-Royal. De nombreux cabarets servent de lieux de rencontre et d'activité sexuelle au XVIIIe siècle, en particulier le Petit-Trianon, la Tour d'Argent, le Croix d'or, le Roi des Laboureurs et le Franck Pinot. Un vocabulaire spécifique se met en place : si « sodomite » est généraliste, « giton » désigne un partenaire uniquement passif et « bardache » un jeune homme passif ayant des relations avec des hommes plus âgés.

### Répression juridique puis policière de l'homosexualité

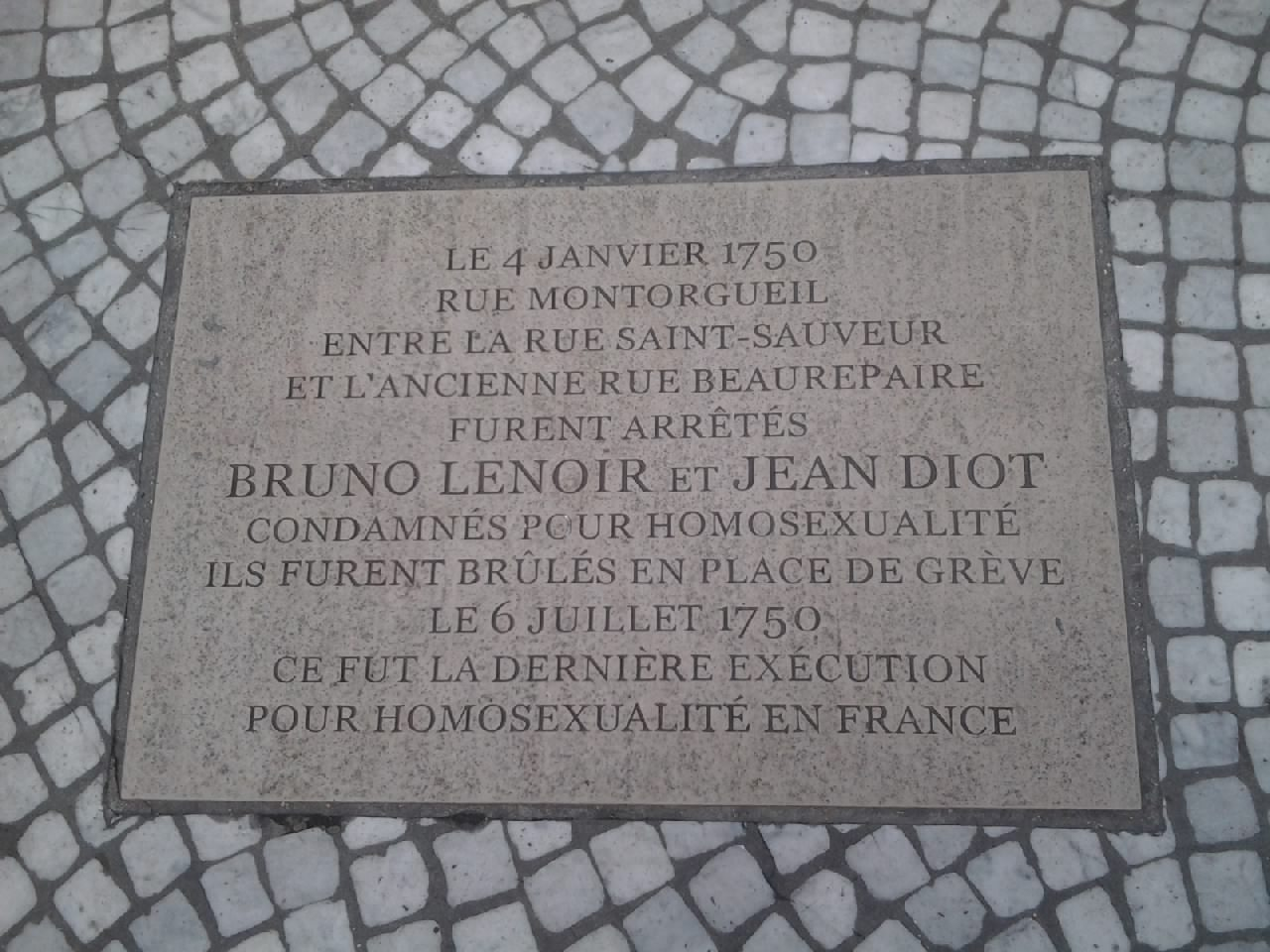
Plaque située rue Montorgueil en hommage à Jean Diot et Bruno Lenoir, dernières personnes exécutées en France pour homosexualité en 1750.

Malgré cette condamnation sociale, la répression légale des comportements homosexuels diminue progressivement : le décalage entre la dureté des peines prévues par la loi et la réalité de leur exécution est caractéristique de la France de l'Ancien Régime : au début du XVIIIe siècle, les relations homosexuelles ne sont dans les faits punies que de quelques heures à quelques jours de prison,. La police, pour les identifier, utilise des « mouches », recrutées parmi les prisonniers, qui font semblant de chercher une relation sexuelle dans les lieux de drague afin d'arrêter leurs victimes en flagrant délit. Plusieurs centaines d'hommes sont ainsi arrêtés par an.
En 1725, pourtant, éclate l'affaire Deschauffours, un réseau d'enlèvement de jeunes garçons destinés à être vendus à des aristocrates et membres haut placés du clergé. Celle-ci rabaissera l'homosexualité dans l'opinion publique, au point que, pour une banale affaire de rapport sexuel dans la rue, Jean Diot et Bruno Lenoir furent exécutés en 1750, devenant les derniers condamnés à mort pour homosexualité en France.
Si cinq autres « sodomites » sont exécutés entre 1714 et 1783, leur homosexualité n'est alors qu'une circonstance aggravante d'autres crimes, tels que le meurtre ou le viol. Au total, le nombre de personnes condamnées à mort pendant l'époque moderne en France est évalué à 36 hommes et deux femmes. Globalement, le XVIIIe siècle en France se caractérise par un traitement différencié de l'homosexualité masculine : l'aristocratie bénéficie de la clémence des juges lors des jugements aux tribunaux pour « délit de sodomie », tandis que le tiers état exécutait ses peines.
Ce relatif laisser-faire juridique correspond pour Antoine Idier[Qui ?] à une évolution de la répression de l'homosexualité, qui passe peu à peu dans la sphère policière. En 1670, un appendice de l'Ordonnance criminelle donne la possibilité à ce corps de police de poursuivre la sodomie non pas comme délit mais comme infraction à l'ordre et la sûreté publique. Ainsi, si 1726 est la date du dernier enregistrement de détention pour sodomie à la Bastille, des milliers d'hommes sont arrêtés par la police au cours du XVIIIe siècle pour être interrogés en raison de pratiques homosexuelles. À partir des années 1780, des « patrouilles de pédérastrie » sont mis en place par la police parisienne, qui effectue des inspections sur les lieux de cruising et prennent en filature des « sodomites notoires » pour en débusquer d'autres. Ces pratiques policières se maintiennent après l'abolition du délit de sodomie, les juges se rabattant sur d'autres, tels que celui d'outrage à la pudeur.
Cette analyse de la diminution de la condamnation juridique par un remplacement par la condamnation policière, qu'Antoine Idier effectue en 2025, vient contredire la thèse que l'historien Jean-Louis Flandrin propose en 1981. Pour lui, les comportements homosexuels étaient trop fréquents pour être poursuivis en justice et étaient relativement moins dangereux pour l'ordre social que les naissances hors-mariage,.

### Expressions du travestissement

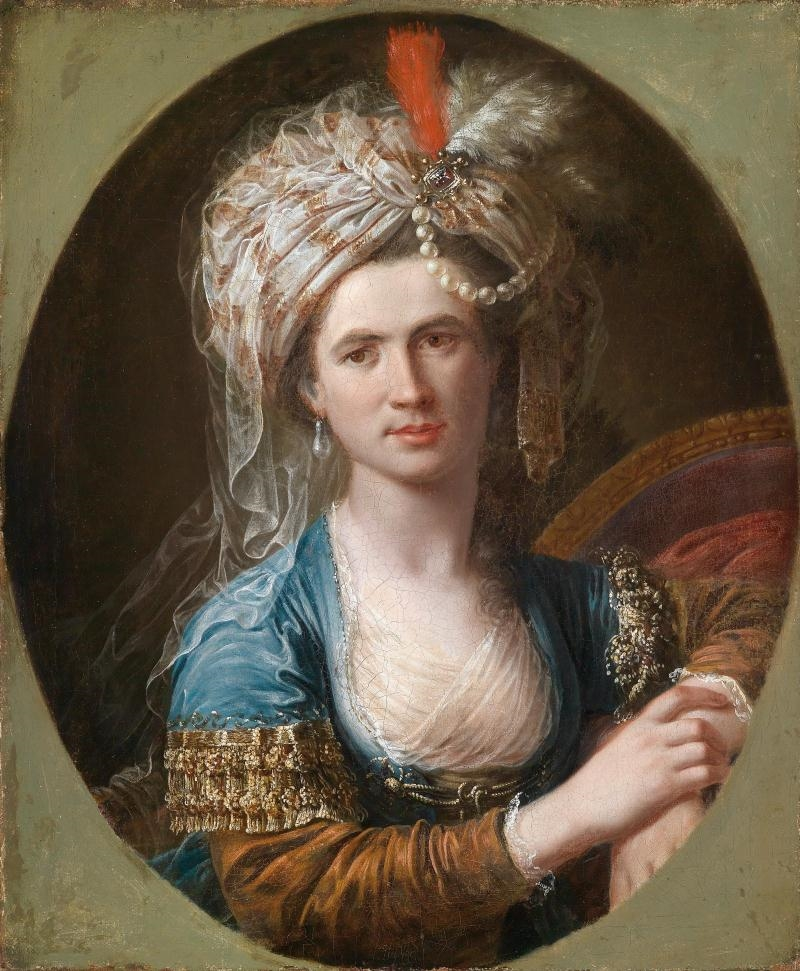
Portrait du chevalier d'Eon réalisé vers 1775

C'est vers 1775 que le chevalier d'Éon, diplomate de Louis XV auprès de la couronne d'Angleterre qui a vécu 49 ans en homme, décide de s'habiller en femme jusqu'à sa mort en 1810 ; le regard du XXIe siècle en fait soit un homme travesti, soit une personne intersexe.

## De la période révolutionnaire à 1890

### Période révolutionnaire
La période révolutionnaire correspond à une diminution du nombre d'arrestations pour cause de sodomie : pour Antoine Idier, il s'agit moins d'une évolution spécifique mais le symptôme d'une diminution globale de l'activité policière de l'époque.
Sans que cela fasse l'objet d'un débat spécifique, le délit de sodomie est retiré du Code pénal de 1791 ; pour François Atreyu, cela s'explique moins par une plus grande tolérance de la société française à l'homosexualité qu'à une sécularisation et une influence de la philosophie des Lumières et des idéaux de la Révolution française sur le droit ; en effet, la sodomie est retirée en même temps que le blasphème, le sacrilège, l'hérésie ou la magie. Juste après cette dépénalisation est établi le Code de police municipale et de police correctionnelle, qui crée deux autres délits utilisés pour réprimer l'homosexualité de manière plus discrète et ainsi la reléguer à la sphère privée, l'atteinte à la pudeur et l'incitation de la jeunesse à la débauche.
Chaque femme à la fois fut tribade et catin :
On ne fit plus d'enfant ; cela parut commode,
Parallèlement, l'homosexualité et la bisexualité continuent d'être utilisés dans les pamphlets politico-pornographiques comme une preuve de la perversion de l'élite aristocratique, et donc son illégitimité à exercer le pouvoir : c'est particulièrement le cas de Marie-Antoinette, où les accusations de « tribadisme », notamment avec la comtesse de Polignac et la princesse de Lamballe, se mêlent à celles de nymphomanie. Les partisans de la monarchie constitutionnelle donnent à de Polignac un rôle de séductrice dont la reine a été victime, tandis que les antimonarchistes rendent actif le rôle de la reine dans ces relations, pour ainsi en augmenter la culpabilité. À cette époque apparaît aussi une nouvelle stigmatisation des hommes prenant un rôle passif dans leurs relations sexuelles avec d'autres hommes : ils sont alors vus comme incapables d'avoir une érection et ainsi dévirilisés. L'accusation de lesbianisme pour discréditer une femme politique est reprise contre la révolutionnaire et partisane des droits des femmes Théroigne de Mericourt.

### Période napoléonienne

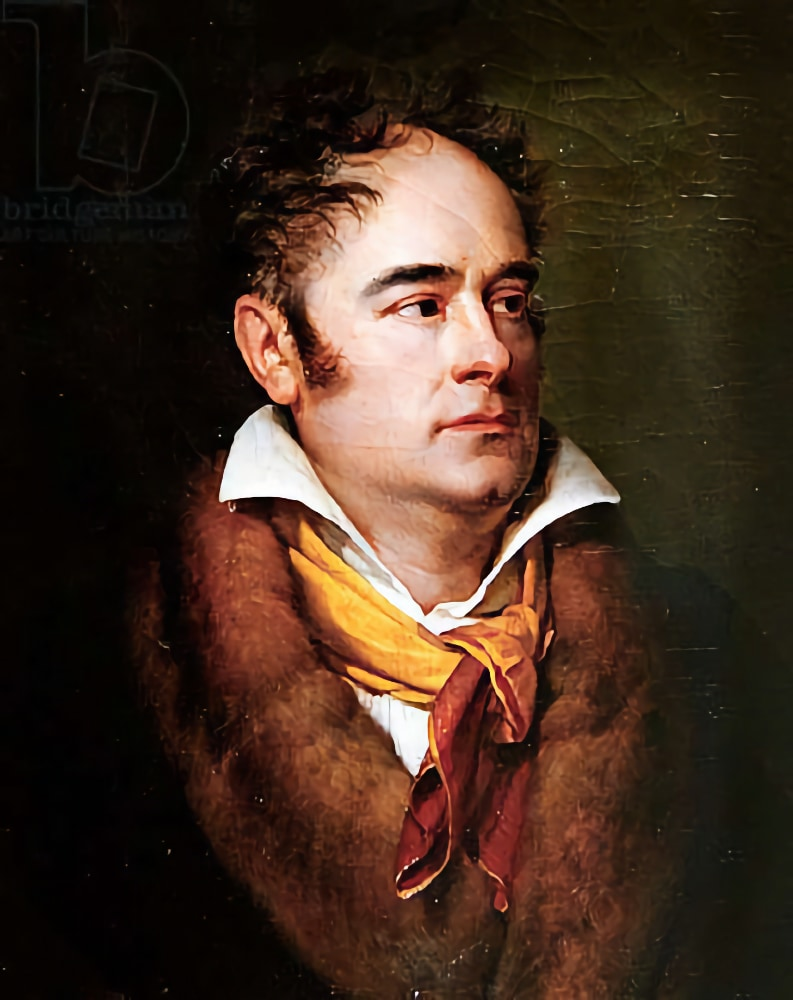
Joseph Fiévée, haut-fonctionnaire et agent secret, qui a vécu ouvertement avec son amant, le poète Théodore Leclercq

Si le code pénal de 1810 ne rétablit pas le délit d'homosexualité, il reprend ceux d'atteinte à la pudeur et d'incitation de la jeunesse à la débauche et crée aussi celui d'outrage public à la pudeur. La politique de Napoléon vis-à-vis des relations entre hommes est globalement répressive : s'il ordonne à son ministre de la Justice de ne pas poursuivre deux « pédérastes » victimes d'une agression en 1805, c'est parce qu'il estime que la réponse pénale serait contre-productive en publicisant les relations entre hommes ; il préfère laisser la police agir discrètement et efficacement contre eux. C'est ainsi que des hommes homosexuels se retrouvent emprisonnés, sans pour autant avoir été condamnés, ou expulsés de leur département de résidence. De plus, il ordonne à son archichancelier, Jean-Jacques-Régis de Cambacérès, d'entretenir publiquement une maîtresse afin de faire taire les rumeurs de son homosexualité et il se réjouit de la faible présence d'homosexuels en France, qu'il attribue à la beauté des femmes françaises. Malgré cela, certains de ses proches vivent ouvertement leur homosexualité : c'est le cas du préfet Joseph Fiévée, qui vivait avec son amant Théodore Leclercq.
En l'absence de délit d'homosexualité, la police et l'autorité judiciaire utilisent deux techniques pour tout de même arrêter et condamner des homosexuels : la première est l'utilisation du délit d'atteinte à la pudeur, qui frappe toute relation homosexuelle dans l'espace public ; la seconde est l'instrumentalisation du délit d'incitation à la débauche, où deux hommes entretenant une relation sexuelle sont accusés de « se corrompre mutuellement ». Cette répression ne touchait pas uniquement les relations sexuelles dans les lieux publics, mais aussi les hommes partageant un même foyer.
Cette attitude policière est cohérente avec celle de la société, qui condamne l'homosexualité : le 25 mars 1792, des volontaires décident de faire une descente au jardin des Tuileries afin d'y trouver des homosexuels à livrer aux autorités ; le même genre d'incidents et de condamnation publique se retrouve à Chartres, Issoudun ou Valence, villes dans lesquelles des petites communautés homosexuelles avaient réussi à se constituer. Les auteurs de ces violences ne sont pas poursuivis par les autorités, au contraire de leurs victimes.
La communauté de Chartres développe son propre argot, désignant les femmes comme des « boîtes de cambouis » et les hommes hétéros comme des « points de côté ».

### Restaurations, monarchie de Juillet, Deuxième République et Second Empire

#### 1815-1848
Lors de la seconde restauration évolue une mademoiselle Jenny Savalette de Lange ; si les informations récoltées lors de sa toilette mortuaire en font pour certains un homme travesti toute sa vie ou « homme-femme », un autre regard en fait une des premières femmes trans de l'histoire de France.
La monarchie de Juillet est une période de revitalisation de la fluidité des genres et des sexualités, comme illustré par le roman Mademoiselle de Maupin par Théophile Gauthier : le héros présente une identité qu'on pourrait qualifier de genderfluid, se présentant en homme puis en femme ; il tombe amoureux du chevalier Théodore de Serannes, avant de réaliser qu'il s'agit d'une femme travestie ; celle-ci finira par avoir des relations à la fois avec le héros et sa maîtresse. Les thèmes de l'homosexualité, du travestissement et de l'intersexualité, appelé « hermaphrodisme », sont populaires : en témoignent, outre Mademoiselle de Maupin, Fragoletta de Henri de Latouche, ainsi que Sarrasine, Séraphîta, La Fille aux yeux d'or, Le Père Goriot, Vautrin et Splendeurs et misères des courtisanes de Balzac. Toutefois, cette fluidité n'est pas célébrée en elle-même, mais comme point de passage vers une hétérosexualité vue comme naturelle.
C'est aussi à cette époque qu'apparaissent les termes « lorette » et « tante », le premier désignant une femme se travestissant souvent en homme, le second un homme maintenant des relations homosexuelles en prison et hétérosexuelles à l'extérieur. Les relations homosexuelles entre hommes se développent d'ailleurs dans le bagne de Guyane, soit sous forme de relations librement consenties, mais aussi de prostitution et de viols.
Malgré une relative plus grande acceptation sociale, les relations homosexuelles au sein des groupes les plus marginalisés de la société sont policés en raison de la peur de les voir perturber l'ordre social : ainsi, l'évitement du développement des relations entre hommes sont utilisées comme argument pour promouvoir les cellules individuelles en prison, et, en juillet 1843, les prostituées parisiennes se voient interdites de partager le même appartement.

#### 1848-1870

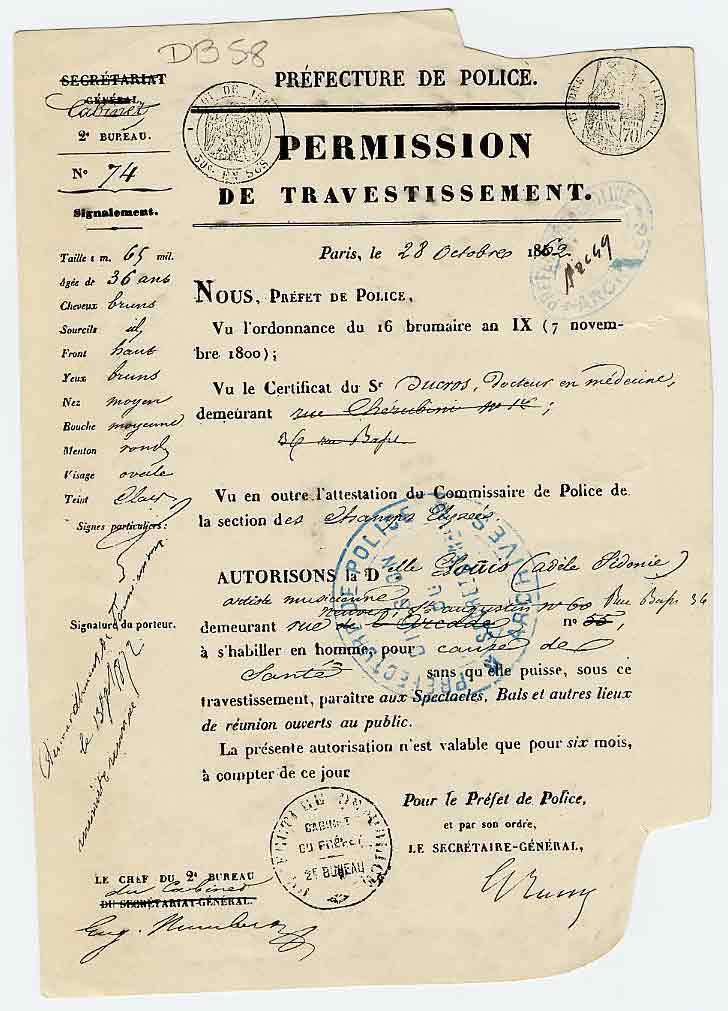
Permission de travestissement délivrée par la préfecture de police de Paris, 1862.

Le Second Empire s'accompagne lui d'une fixation des genres sociaux, où la fluidité de la monarchie de Juillet est remplacée par des barrières fortes entre rôles passifs et actifs et entre hétérosexualité et homosexualité, avec la création des catégories « pédéraste » et « antiphysique » pour les hommes gays et « lesbienne » pour les femmes homosexuelles.
Pour l'historienne Victoria Thompson, cette rigidification des catégories sociales de genre est la conséquence du renforcement des barrières sociales de classe, où la bourgeoisie parvient à garder son pouvoir et à briser les idéaux ouvriers manifestés lors des Journées de Juin. Elle s'appuie sur la dénonciation, dans la littérature tel que La Comtesse de Chalis, ou les mœurs du jour d'Ernest Feydeau ou les discours médicaux, des relations entre hommes ou entre femmes comme étant particulièrement scandaleuses quand elles ont lieu entre personnes de classes sociales différentes. Un inspecteur de police décrit par contraste un exemple réel de couple homosexuel respectable : deux hommes de la même classe sociale, d'âge différent, se comportant comme des amis à l'extérieur, et prenant les rôles sociaux masculin, pour l'aîné, et féminin, pour le plus jeune, travestissement compris, dans leur foyer.
Cette séparation claire s'accompagne de l'interdiction du travestissement ; cette interdiction permet à la police de poursuivre les lesbiennes s'habillant de manière trop masculine à leurs yeux.
Autour de la prostitution masculine parisienne se développe une technique de chantage : un complice du prostitué se fait passer pour un agent de police prêt à arrêter le client, lui assurant ainsi ruine et ostracisation sociale, mais qui y renonce finalement contre un pot-de-vin. Cette pratique, décrite notamment dans la nouvelle Monsieur Auguste de Joseph Méry, associe fortement l'homosexualité et la criminalité dans l'esprit du public.
La répression effective de l'homosexualité se développe, d'une part à cause du renforcement de l'autorité policière, notamment de la police des mœurs, mais aussi à cause de l'apparition durant cette période de la condamnation de l'homosexualité par l'autorité médicale. La publication d'Ambroise Tardieu, Étude médicale sur les attentats aux mœurs, part de l'analyse des viols pédophiles pour en déduire des généralités sur l'ensemble des hommes homosexuels, vus par lui comme forcément comme malsains et criminels. Selon le médecin, il n'existe pas de bisexualité, uniquement des hétérosexuels qui sont contraints à des relations homosexuelles dans des contextes de privation, ou des homosexuels qui maintiennent une façade hétérosexuelle, plus socialement acceptable. Ainsi, il développe les prémisses du concept d'orientation sexuelle, où l'identité d'une personne ne se base plus uniquement sur ses comportements mais sur ses désirs. Enfin, il diffuse l'idée d'une distinction de nature entre les hommes homosexuels passifs et actifs. Cette condamnation médicale aboutit notamment à des internements. La pathologisation de l'homosexualité est particulièrement marquée pour les femmes, que ce soit dans la réalité ou la fiction : c'est le cas notamment dans La Comtesse de Chalis ou Mademoiselle Giraud, ma femme d'Adophe Belot, où les protagonistes entretenant des relations lesbiennes meurent de maladie mentale.
En revanche, les relations lesbiennes entre prostituées sont de plus en plus normalisées, et considérées comme une conséquence naturelle de la confrontation quotidienne aux défauts des hommes. Une telle relation, qui finit tragiquement, est présentée dans Les Parisiennes de Paris de Théodore de Banville. Zola et Baudelaire, respectivement dans Nana et La Curée pour le premier et Les Femmes Damnées, utilisent quant à eux le lesbianisme comme preuve de la corruption morale des hommes bourgeois, incapables d'aimer leurs épouses, qui se tournent ainsi vers les femmes à force de fréquenter des prostituées.
En 1863, la Française Marie-Antoinette Lix participe héroïquement à l'Insurrection de Janvier en se travestissant en homme, prenant le nom de Tony.

## Troisième République

### 1870-1920

#### Vie homosexuelle

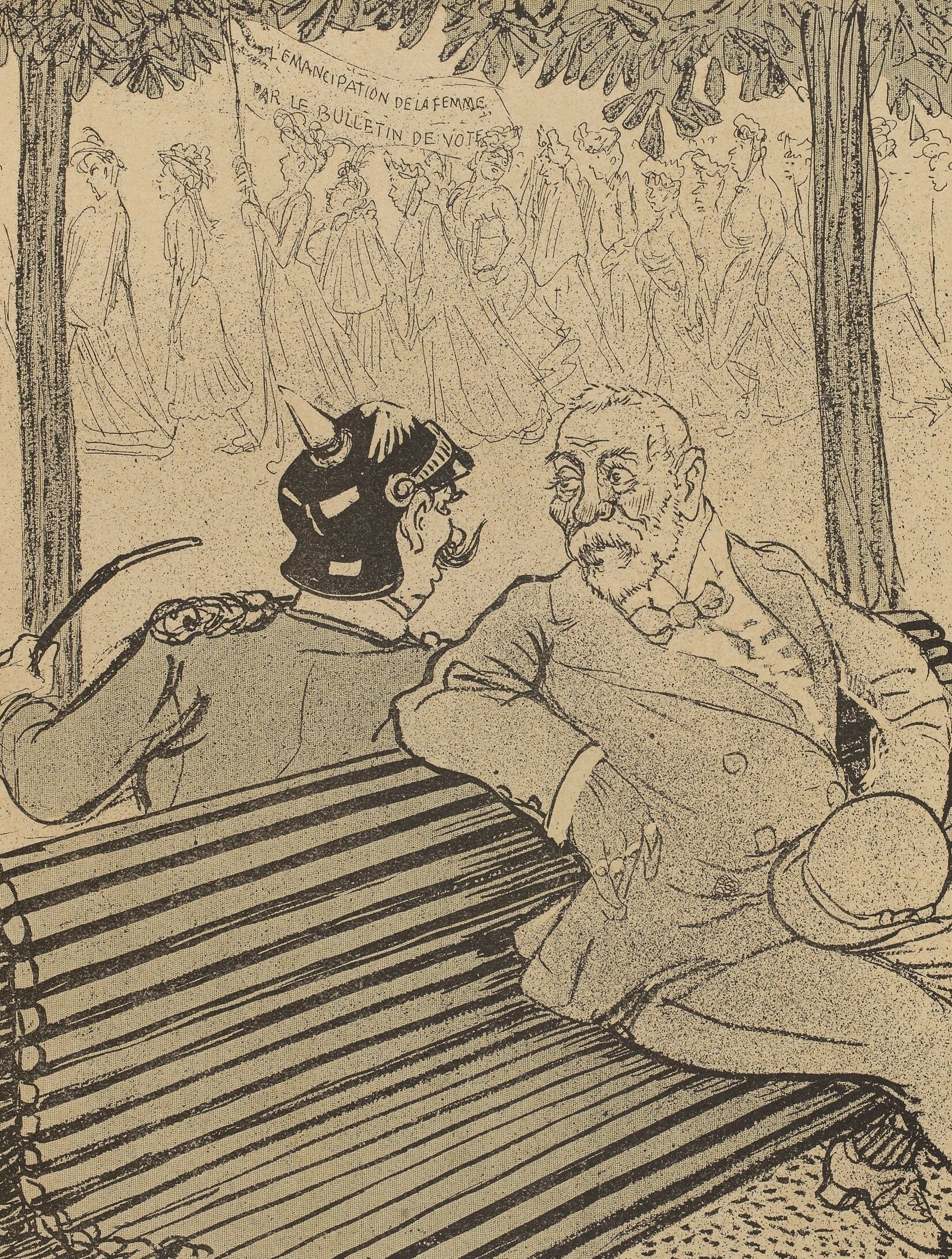
Caricature de l'affaire Harden-Eulenburg parue en juin 1908 dans l'hebdomadaire L'Assiette au beurre. Le dessinateur place le couple d'hommes dans un jardin public évoquant les parcs publics parisiens, haut-lieu de rencontres homosexuelles alors.

Les lieux de drague gay parisiens continuent de se développer : les homosexuels qui les fréquentent forment de plus en plus une communauté unifiée, où chacun connaît les autres. Les lieux de rencontre déjà présents au XVIIIe siècle s'enrichissent des urinoirs le long des Champs-Élysées et de la place de la Bourse, ainsi que des établissements de bains-douches. Des bals homosexuels sont organisés dans les cafés. restaurants et bars, sous la surveillance de la police, qui y fait régulièrement des descentes La prostitution masculine se déplace vers les passages de la ville : Jouffroy, des Panoramas, Verdeau. William A. Peniton fait remarquer qu'il est difficile pour les historiens de distinguer entre ce qui relevait de la prostitution et ce qui était des relations libres entre hommes, puisque les deux activités étaient traitées de la même manière par les autorités judiciaires et de police, laissant ainsi le même type de traces écrites. La prostitution homosexuelle, jusqu'alors exclusivement réservée aux hommes, s'ouvre aux femmes ; cette évolution s'accompagne d'une division forte entre, d'un côté, les travailleurs et travailleuses du sexe, pauvres, et leurs clients et clientes, riches. Jean Lorrain décrit cette dynamique dans la nouvelle journalistique La Maison Philibert.

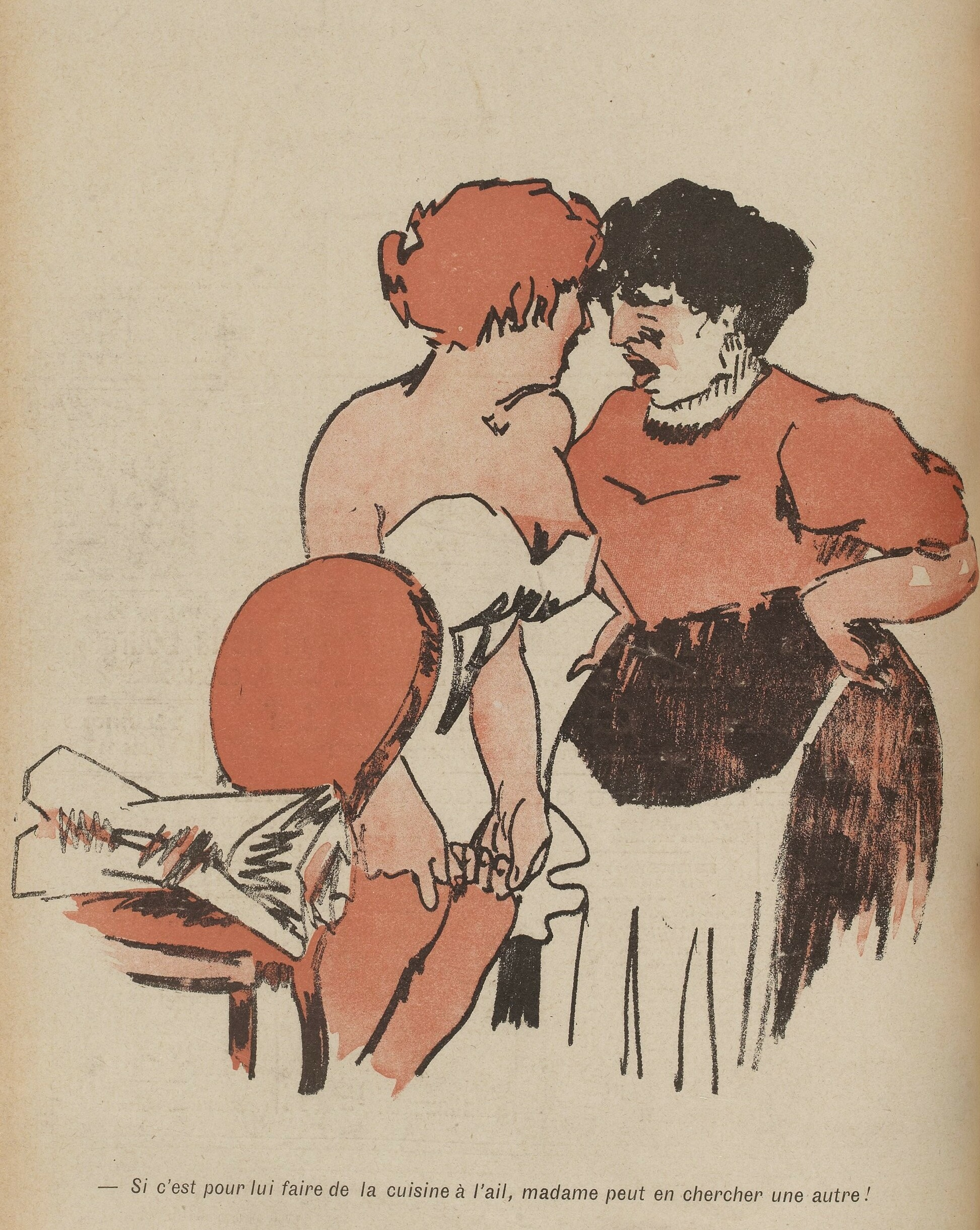
Caricature publiée dans L'Assiette au beurre en 1912. L'expression « faire de la cuisine à l'ail » est utilisée pour désigner le lesbianisme.

Une culture lesbienne se développe, avec son propre vocabulaire : entre elles, les lesbiennes utilisent plutôt « gousse », « chipée des femmes », « être pour femmes » et, spécifiquement celles des classes les plus populaires, « gougnotte », « vendeuse d'ail » (« manger l'ail » signifiant pratiquer un cunnilingus), et vrille. « Gousse » désignait plutôt la lesbienne active pendant le sexe, mais aussi une proxénète, et « vrille » la passive. Le bar parisien Le Hanneton est un haut-lieu du lesbianisme populaire.
Malgré la présence de personnes gaies et lesbiennes dans toutes les couches de la société, la culture syndicale de l'époque associe l'homosexualité avec les classes dirigeantes et l'hétérosexualité avec les luttes populaires : ainsi, en 1896, les ouvriers du tabac lancent un mouvement social pour obtenir le licenciement d'un contremaître détesté par ses équipes au moment où son homosexualité est publiquement révélée.
La première revue homosexuelle française, Akademos, est créée en 1909 par l'écrivain Jacques d'Adelswärd-Fersen ; elle s'arrête au bout de 11 numéros en raison de difficultés financières.
À la fin des années 1900 éclate en Allemagne l'affaire Harden-Eulenburg, dans laquelle l'entourage de l'empereur Guillaume II est accusé d'homosexualité. La presse française de l'époque relate l'affaire, se moquant de l'armée allemande et de ses officiers. La presse met aussi en avant des cas d'homosexualité dans l'armée française, par exemple ce qu'elle nomme en 1907 « le scandale de Belfort », « le scandale de Brest » et surtout le « scandale de Bourges » : un capitaine et un lieutenant du 95e régiment d'infanterie ont été accusés de relations homosexuelles avec des soldats. Quelques autres affaires furent par la suite relatées, en 1910, ou en 1912, entre un Français et un soldat allemand, avec des soupçons non avérés d'espionnage.

#### Évolution des représentations

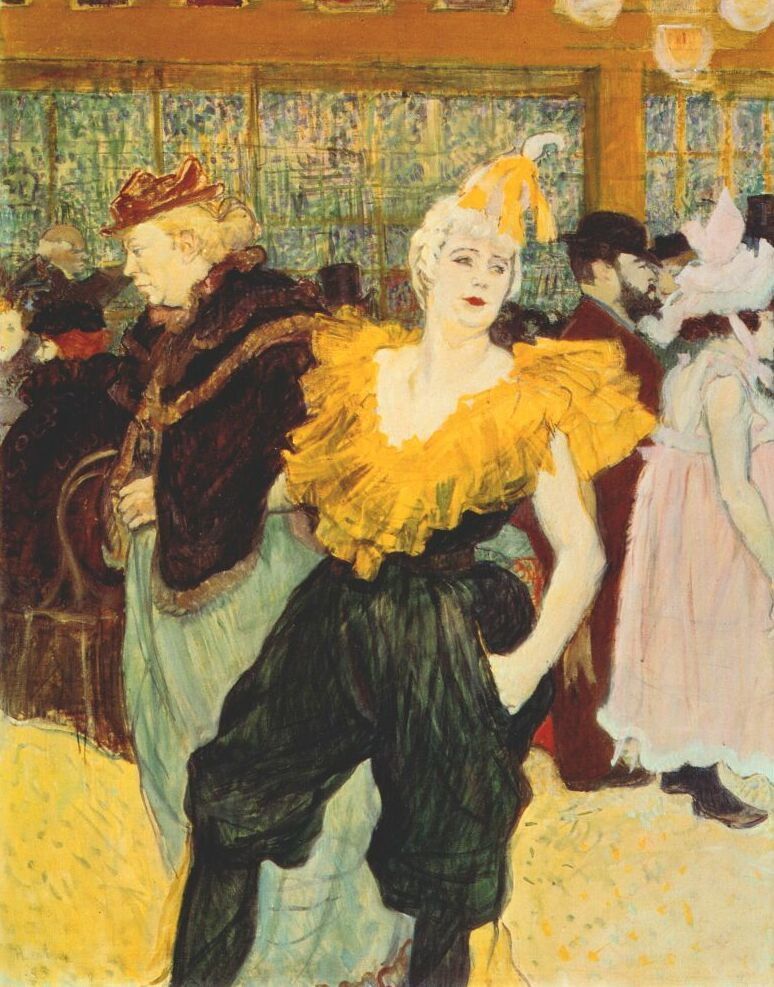
Henri de Toulouse-Lautrec, La clown Cha-U-Kao au moulin rouge, 1895.

De nouveaux préjugés homophobes se développent avec la diffusion des thèses d'Ambroise Tardieu, en particulier que les hommes homosexuels sont par nature jaloux et violents ; ces préjugés sont utilisés par le système judiciaire pour qui l'entretien de relations homosexuelles est une preuve de culpabilité dans des affaires de meurtre.
La culture hétérosexuelle développe des termes sexualisants et fétichisants pour désigner les lesbiennes : « tribade » prend alors le sens de femme pratiquant le tribadisme, tandis que « saphique » signifie celle qui pratique le sexe oral avec d'autres femmes. Ces mots ne s'appliquent pas aux lesbiennes masculines, plutôt désignées par des aspects de leurs apparences, en particulier leurs habillements ou leurs coiffures. Cette sexualisation dans les mots s'accompagne de pratiques, avec la production d'images érotiques et pornographiques entre femmes à destination d'un public masculin ainsi que la publication, dès 1890, des meilleures adresses pour voir du sexe entre femmes dans les guides touristiques de Paris.
Les classes sociales favorisées considèrent elles aussi que les classes populaires, qu'elles voient comme « innocentes sexuellement », ne peuvent pas être homosexuelles à moins d'avoir été « corrompues ». Le lesbianisme est fortement lié, dans les représentations, à la prostitution, au point qu'il soit difficilement concevable pour les Français de l'époque qu'une lesbienne ne se prostitue pas.
À la fin du XIXe siècle, Oscar Wilde incarne un exemple pour les personnes homosexuelles en France, en particulier André Gide. C'est une période où sont produites de nombreuses photographies homoérotiques, féminines comme masculines.
Marcel Proust, à l'origine du roman homosexuel en France, sera l'un des premiers littérateurs de son époque à évoquer le tabou de l'homosexualité dans la littérature. Des autobiographies homosexuelles ou transgenres, telle que celle d'Arthur Belorget, dit la Comtesse, sont également publiées dans des traités médicaux. 
Au cours des années 1890 sont produites de nombreuses œuvres ayant pour thème l'homosexualité féminine, réelle ou fantasmée : Georges Barbier publie les chansons de Bilitis, recueil de poèmes prétendument traduits du grec, tandis qu'Henri de Toulouse-Lautrec réalise de nombreuses peintures en prenant pour modèle Cha-U-Kao, artiste clown ouvertement lesbienne.

#### Première Guerre mondiale
La Première Guerre mondiale, qui éloigne de nombreux hommes de leurs foyers, constitue un moment particulier dans l'acceptation et l'expression des couples lesbiens. En revanche, les autorités de l'armée travaillent activement à décourager les relations entre soldats,. L'homosexualité est depuis 1896 de plus en plus fortement associée à l'Allemagne dans l'esprit français, en particulier la prostitution masculine et la vie homosexuelle de Berlin, au point d'être surnommée « le vice allemand ». Cette association vient aussi du parallèle fait en France, qui s'identifie à Athènes, entre l'Allemagne d'alors et la Sparte antique : « barbare, culturellement et esthétiquement inférieur, militariste, et ravagé par l'homosexualité ». Ainsi, en contexte de guerre, l'homosexualité devient la pratique de l'ennemi.
Cette croyance peut sembler paradoxale car, si la France d'alors ne condamne pas légalement l'homosexualité, ce n'est pas le cas de l'Empire allemand, qui contrôle le territoire de l'Alsace-Moselle de 1871 jusqu'à la fin de la Première Guerre mondiale et réprime les « actes sexuels contre-nature » masculins,. 144 inculpations et 114 condamnations sont ainsi proclamées entre 1902 et 1913.
De plus, l'homophobie d'alors s'alimente du discours nataliste, qui voit dans les naissances la capacité de la nation française à perdurer dans le temps : l'entretien du désir hétérosexuel devient ainsi un enjeu patriotique, comme illustré dans Corydon d'André Gide. Cette anxiété se développe encore plus après guerre, où la mort d'1,3 million de jeunes hommes dans les tranchés fait craindre, à tort, « la disparition du peuple français en l'espace de trente ans ».

### Années 1920 et 1930

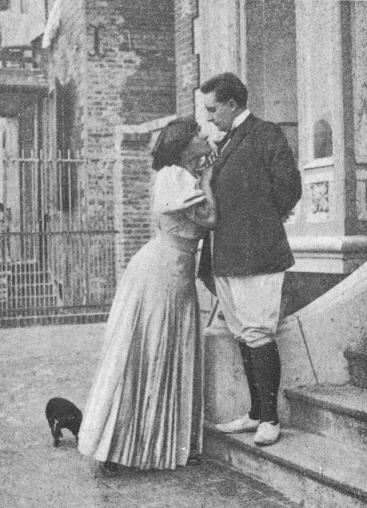
Colette en compagnie de son amante Mathilde de Morny.

Les années folles sont l'occasion d'une grande visibilité et liberté des modes de vie homosexuels, en particulier à Paris, structurée autour de nombreuses boîtes et bars à Montparnasse, Pigalle ou Montmartre, tels que le bar lesbien Le Fétiche, celui d'Eva Kotchever le Boudoir de l'Amour, ou le bar masculin le Magic City, ainsi qu'autres lieux de rencontres : maisons de passe, bains de vapeur et vespasiennes. L'évènement majeur d'alors est le bal travesti de la mi-carême organisé par le Magic City. Cette sociabilité s'exprime également par la prostitution des marins dans les ports, en particulier à Rouen et à Toulon, ainsi que dans certains bars parisiens (rue de Lappe). Certains de leurs clients menaient ouvertement une vie homosexuelle tout à fait déclarée.
Cette période est aussi effervescente quant à la production littéraire associée à l'homosexualité, avec la publication en 1911 des Fréquentations de Maurice par Xavier Boulestin, qui raconte les aventures d'un dandy androgyne, en 1922 du roman La « Garçonne » de Victor Margueritte, portrait violent des lesbiennes, de Corydon d'André Gide en 1924, du Troisième Sexe en 1927 de Willy, guide des établissements gays et lesbiens du Paris d'alors ou encore, en 1931, de Le Pur et l'Impur de Colette, portrait sans jugement du lesbianisme et Le Taciturne de Roger Martin du Gard, pièce où le héros se suicide lorsqu'il prend conscience de son homosexualité. La revue Marges consacre d'ailleurs un dossier à la « préoccupation homosexuelle » en 1926. C'est aussi à cette époque que l'écrivaine  Natalie Clifford Barney, publiquement lesbienne, ouvre à la redécouverte de la poétesse Sappho, d'abord aux États-Unis puis dans le reste du monde occidental et notamment en France.
Cette visibilité n'empêche pas les violentes irruptions d'homophobie : l'assassinat d'Oscar Dufrenne, en 1933, aussi appelé « crime du Palace », est l'occasion d'un déferlement de propos homophobes ; deux hommes homosexuels sont accusés, le premier uniquement dans la presse, le second jusqu'au procès, où il est acquitté,. Le parti communiste français, fondé en 1920, considère l'homosexualité comme un luxe que ne peuvent se permettre les classes populaires, les partis de droite considèrent que le lesbianisme de Louise Michel la discrédite politiquement et les mouvements anarchistes préfèrent la faire passer pour une célibataire endurcie plutôt que de défendre son identité. De nombreuses publications homophobes d'inspiration médicale, psychologique et politique, sont publiées à la suite de Corydon d'André Gide.

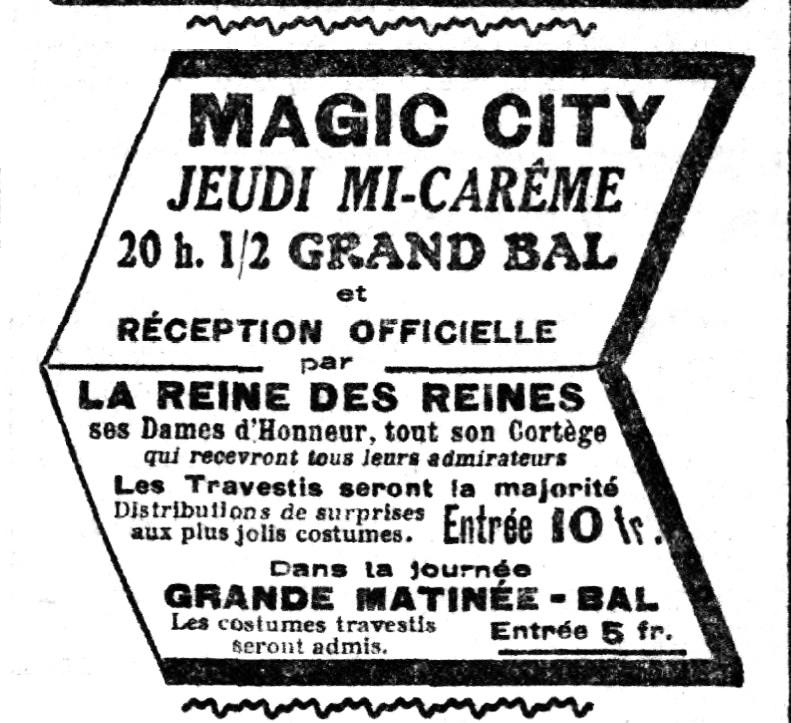
Publicité pour le bal de la mi-carême 1920 du Magic City.

Si le terme homosexuel est connu dès son invention en 1869, il n'est que peu utilisé ; lui sont préférés les termes « uranien », « inverti », « pédéraste », « éphèbe », « homme dévoyé » pour les gays et l'expression « femmes damnées » pour les lesbiennes,. Cette multiplicité des termes s'accompagne d'une absence d'unité des personnes LGBT d'alors, qui, même si elles fréquentes les lieux de rencontre, n'ont pas forcément le sentiment de partager une même culture et n'ont pas alors constitué de mouvement homosexuel accompagné d'une parole politique propre. Gide, par exemple, développe l'idée que les « invertis » sont les hommes homosexuels correspondant au cliché homophobe d'alors, c'est-à-dire des « âmes féminines dans des corps d'homme », aux manières efféminées et faibles physiquement, tandis que les « pédérastes » sont les homosexuels respectables, au physique vigoureux et d'apparence virile.
La revue Inversions, qui publie 4 numéros en 1924 et un seul en 1925, est ce qui se rapproche le plus d'un point d'ancrage de la communauté LGBT française, avec une focalisation sur l'histoire et la culture homosexuelle et la lutte contre les stéréotypes, mais elle fait l'objet de critiques internes (sous-représentation des lesbiennes, profession de foi peu claire et réciproquement titre trop explicite) et surtout d'une répression étatique, étant ainsi accusée d'être sous influence allemande car inspirée de la revue Die Freundschaft mais surtout d'« outrage aux bonnes mœurs et propagation de méthodes anticonceptionnelles », accusations pour lesquelles ses créateurs Gustave Beyria et Gaston Lestrade sont condamnés à 200 francs d'amende et 6 mois de prison.
La première série d'opérations d'affirmation de genre est réalisée en Allemagne au sein de l'Institut Hirschfeld dans les années 1920, au bénéfice de Dorchen Richter ; le chirurgien Felix Abraham, formé en partie en France, réalise et documente les opérations. Dorchen Richter et d'autres personnes trans telle que la peintre danoise Lili Elbe ou le français Henri Accès font l'objet de portraits enthousiastes dans la presse française des années 1930. La littérature s'empare de la transidentité avec les romains La Femme qui était en lui de Maurice Rostand et L'expérience du docteur Laboulette de Marcel Sherol ou la nouvelle Le Plaisir singulier de Pierre de la Batut.
En 1929, Violette Morris a recours à une opération de masectomie ; ce changement, en plus de ses tenues masculines, font que la Fédération sportive féminine de France lui refuse une licence et l'invite à concourir avec les hommes, sans que rien n'indique dans ses écrits qu'elle ne se considérait pas femme.
L'opinion médicale est beaucoup plus critique ; Agnès Masson, psychiatre directrice d'asile, considère que les opérations de changement de sexe et les documents d'autorisation de travestissement qu'Hirschfeld fournit à ses patientes est une conséquence de la pénalisation de l'homosexualité en Allemagne : pour elle, ce n'est que l'homophobie allemande qui encourage Hirschfeld à séparer homosexualité et transidentité, dans le but de normaliser cette dernière. Sous son influence, et celle des théories psychanalytiques, le consensus médical et psychiatrique français sera à la pathologisation de la transidentité.

## Seconde Guerre mondiale

### Alsace-Moselle
Le territoire de l'Alsace-Moselle est annexé de facto par le Troisième Reich en juin 1940. Le code pénal français cesse de s'y appliquer en 1942, progressivement remplacé par le code pénal allemand durant l'année 1941. Les habitants ont un statut particulier, puisqu'ils sont considérés comme « Allemands du sang » (Volksdeutsche) sans être citoyens (Reichsdeutsche). Une intense répression policière et administrative commence pourtant dès l'été 1940, les forces administratives et policières allemandes s'appuyant sur des dispositions extrajudiciaires pour agir. Cette extrajudiciarité permet d'échapper aux contraintes du système légal et ainsi de réprimer plus brutalement l'homosexualité,. Ainsi, un listage de tous les hommes homosexuels est effectué en novembre 1940 dans le Bas-Rhin, en juillet 1942 en Moselle,,. S'il n'existait pas alors de listage des homosexuels effectué par la police française, elle a tout de même joué un rôle, soit par la participation active de certains de ses membres, soit par la constitution d'archives des condamnations  pour « atteinte à la pudeur ».
En plus de ces listes, la condamnation des homosexuels se fait à partir de dénonciations, encouragées par le régime, des maires, ou celles, spontanées, des collègues de travail, voisins, parents.
Le statut particulier des Alsaciens-mosellans, en particulier leur détention de la citoyenneté française fait que plusieurs centaines d'entre eux sont expulsés en France non occupée. Ces expulsions s'inscrivent dans la politique nazie plus large de « purification » (Reinigung) des territoires annexés. Elles concernent en particulier les homosexuels considérés comme « incurables » en raison de la récurrence de leurs pratiques ou de leur personnalité, les autres étant envoyés en camp de rééducation et/ou condamnés aux travaux forcés. Le discours répressif s'appuie sur une représentation duale de l'homosexualité, qui peut être soit acquise (et donc jugée moins grave), soit innée, celle-ci étant associée à des traits  et des manières efféminées et à la capacité de « corrompre la jeunesse ».

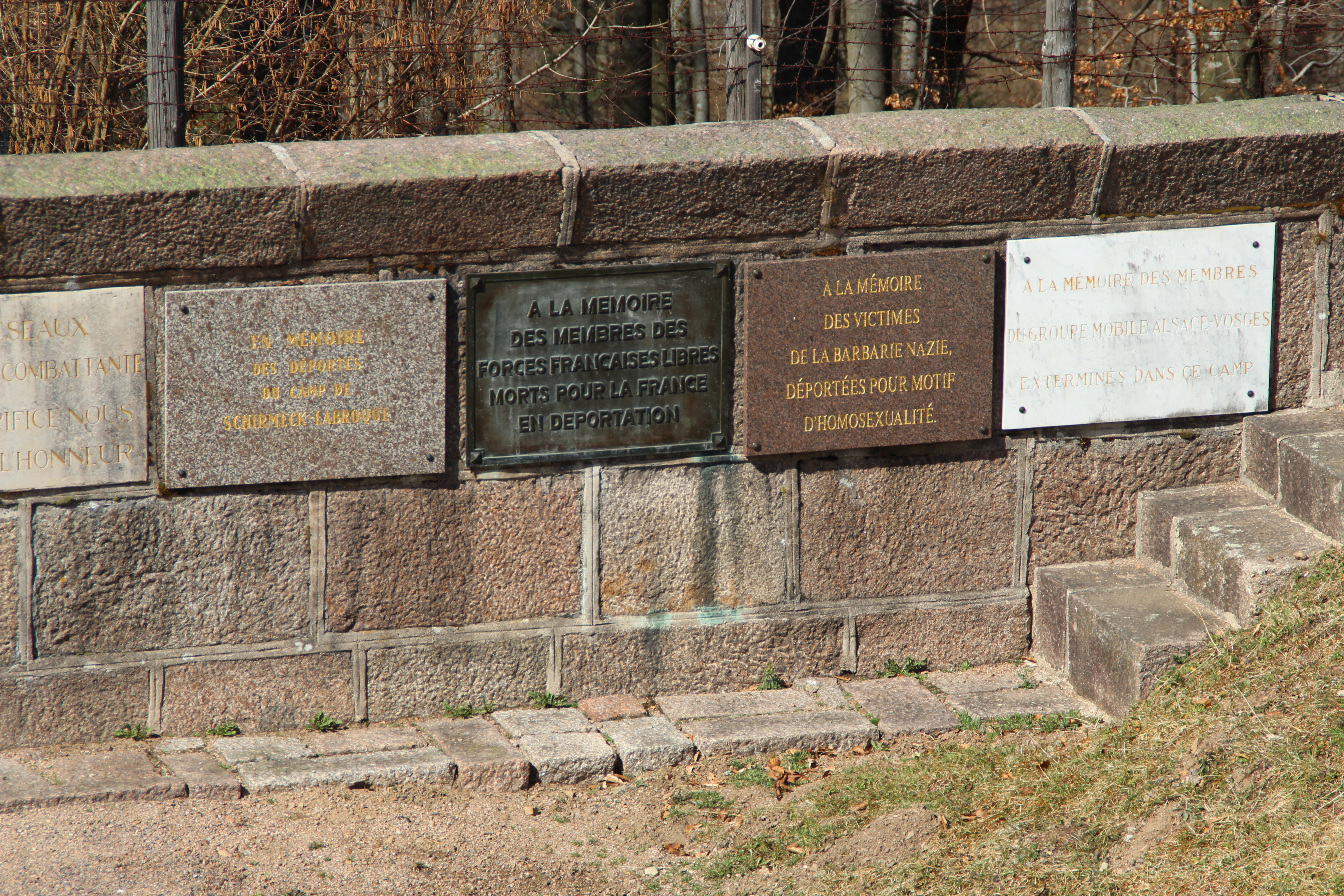
Plaques en mémoire des déportés du camp de Natzwiller-Struthof. L'une d'elles concerne spécifiquement les déportés pour motif d'homosexualité.

Cette répression touche tous les âges, le cadet des condamnés ayant 14 ans, le plus âge 74, et plus particulièrement les classes populaires, les classes supérieures ayant des socialités moins visibles. Les condamnés expriment très peu de sentiment identitaire homosexuel ou bisexuel, contrairement à ceux de Bade, sans doute plus marqués par la littérature théorique homosexuelle allemande des années 1930,.
Après 1942, la répression s'incarne de moins en moins par des expulsions, celles-ci étant remplacées par les internements, en particulier dans le camp de sureté de Vorbruck-Schirmeck. Ils y sont identifiés par un carré bleu ciel, comme les « asociaux », les prêtres ou les prostituées. Certains meurent dans ce camp, d'autres sont ensuite expulsés en France, d'autres encore sont ensuite transférés dans les camps de concentration de Natzweiler-Struthof, Buchenwald ou Dachau. Ces différences de parcours s'expliquent en partie par les dissensions internes du régime nazi, Heinrich Himmler étant partisan de l'envoi massif des Alsaciens en camp de concentration tandis que Robert Wagner s'y opposait. Ainsi, la différence de politique d'administration entre l'Alsace et la Moselle fait que les homosexuels mosellans sont le plus souvent expulsés vers la France, tandis que les alsaciens sont envoyés en camp de concentration. Ces répressions concernent plusieurs centaines d'hommes,.
Si certains homosexuels fuient la répression en France ou s'engagent dans la Résistance, la majorité reste sur place, prenant simplement plus de mesures de précautions comme la favorisation des relations anonymes ou l'échauffement d'une défense commune aux deux amants avant chaque rencontre. Malgré la répression, de nombreux espaces homosexuels continuent d'être fréquentés, comme les toilettes publiques de la place du Corbeau de Strasbourg. Les nouvelles structures apportées par la guerre et l'annexion, non mixtes, comme les jeunesses hitlériennes, le service de protection aérienne, le service national du travail, l'armée allemande, la SS ou les usines, constituent des foyers de relations homosexuelles.

### Reste du territoire français

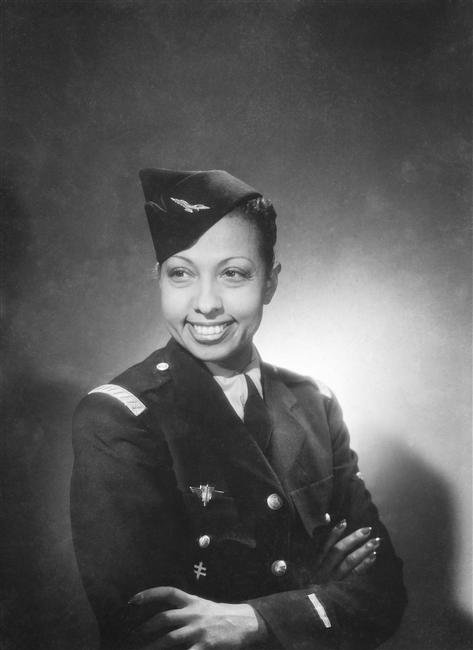
Joséphine Baker, bisexuelle et résistante pour la France libre, posant en 1948 pour le studio Harcourt dans son costume de l'armée de l'air.

Les personnes homosexuelles et bisexuelles se retrouvent dans toutes les franges de la société française, et pendant l'Occupation, certaines se sont retrouvés du côté de la collaboration (Abel Bonnard, Marcel Bucard, Robert Brasillach, Violette Morris) et d'autres de la Résistance (Pascal Copeau, Édith Thomas, Jean Moulin, Daniel Cordier, Roger Stéphane, Joséphine Baker, Pierre Herbart, Marie-Thérèse Auffray, Ovida Delect, Thérèse Pierre, Andrée Jacob, Éveline Garnier, Rose Valland, Jean Desbordes, Claude Cahun, Robert Francès, Marcel Moore).
Les pratiques homosexuelles, bien que peu documentées, ne sont pas rares dans l'armée française ou chez les prisonniers de guerre en Allemagne,,,. De nombreuses relations homosexuelles avaient ainsi ouvertement lieu dans la légion étrangère.
À Paris, la vie homosexuelle n'est pas énormément perturbée par l'Occupation, Henry de Montherlant témoignant qu'il y est encore plus facile d'y « ramasser » des jeunes hommes qu'avant la guerre et les lieux homosexuels, tels que le Liberty's, le Select, Chez Narcisse, Le Bœuf sur le toit, ou plus simplement les bosquets du Champ-de-Mars, la station de métro Strasbourg-Saint-Denis, le bois de Vincennes ou les vespasiennes sont toujours aussi fréquentés : au public habituel s'y ajoutant officiers allemands et prostitués,,,.
Malgré l'interdiction des autorités allemandes, de nombreux soldats allemands entretiennent des relations sexuelles avec des Français. Si certains comme Daniel Guérin condamnent moralement ces relations et s'en abstiennent pour eux-mêmes, mais d'autres, qu'ils soient de l'extrême droite comme Jacques de Ricaumont ou Juif résistant comme Robert Francès, ont des relations avec des soldats allemands. Ces relations ont aussi lieu hors de Paris, et sont évoquées dans les romans plus ou moins autobiographiques d'après-guerre : Pompes funèbres de Jean Genet, Le monde inversé d'André du Dognon ou Les amours dissidentes de Boris Arnold. Craignant qu'une interdiction totale provoque une augmentation des viols, l'occupant allemand décide de réquisitionner des maisons closes, dont une quarantaine à Paris, à l'usage exclusif de la Wehrmacht tout en surveillant les lieux de prostitution homosexuelle et en condamnant les soldats allemands qui s'y rendent,,.
La défaite française est notamment analysée comme un défaut de virilité, une preuve des failles de la Troisième République décadente et féminisée,,,,. Dans ce contexte, le régime de Vichy condamne l'homosexualité masculine et féminine comme contre nature, revenant en 1942 sur l'avancée du code pénal de 1791 qui abrogeait le délit de « sodomie ». Cette initiative vient purement du gouvernement français et pas de l'occupant allemand, car si celui-ci condamne l'homosexualité, il ne voit aucun intérêt à la combattre chez les occupés, y voyant au contraire une profitable faiblesse. Si cette décision s'inscrit dans la politique nataliste et familiariste de Vichy, elle est aussi une réponse aux pressions politiques venues en particulier de juristes, de militaires et de policiers qui cherchent des outils pour pouvoir condamner les homosexuels accusés de « pervertir la jeunesse » et qui avaient failli obtenir gain de cause en 1939,,,. Cette loi condamne les relations homosexuelles, féminines comme masculines, lorsque des mineurs de moins de 21 ans sont impliqués. Cette loi est pourtant peu appliquée pendant la guerre, la police, en particulier de Paris préférant utiliser les lois sur l'outrage public à la pudeur pour condamner des homosexuels. La police française transmet d'ailleurs ces condamnations à la police allemande, qui les renvoie sans les traiter.
Si la déportation est présente en Alsace-Moselle et envers les ressortissants français présents en Allemagne, elle est faible mais réelle dans le reste de la France, concernant au moins 38 Français dont 23 sont déportés outre-Rhin, 12 vers des prisons et 11 vers des camps de concentration comme Politischer Franzose où 6 d'entre eux meurent,. Le plus célèbre de ces déportés est Pierre Seel, qui publiera un témoignage de son expérience en 1994,. Ces arrestations ne concernent pas l'ensemble des homosexuels, mais uniquement ceux qui entretiennent des relations ou tentent de séduire des soldats allemands,.
À la Libération, plusieurs milliers de femmes ayant eu des relations avec des soldats allemands sont tondues ; si des rumeurs parlent de cas similaires pour des hommes, il n'en existe pas de preuve. Il s'agit d'une époque effervescence de l'homosexualité masculine, l'établissement Le Bœuf sur le toit à Paris devenant un lieu de rassemblement de gays venus du monde entier : Américains, Polonais, Écossais, Algériens, Français, Russes,. Mais la politique viriliste de la Résistance, de la France libérée et du gaullisme, mettent un terme à cette courte période, en affirmant dès le 8 février 1945 ne pas revenir sur la pénalisation de l'homosexualité mise en place par Vichy.

## 1945 à 1965

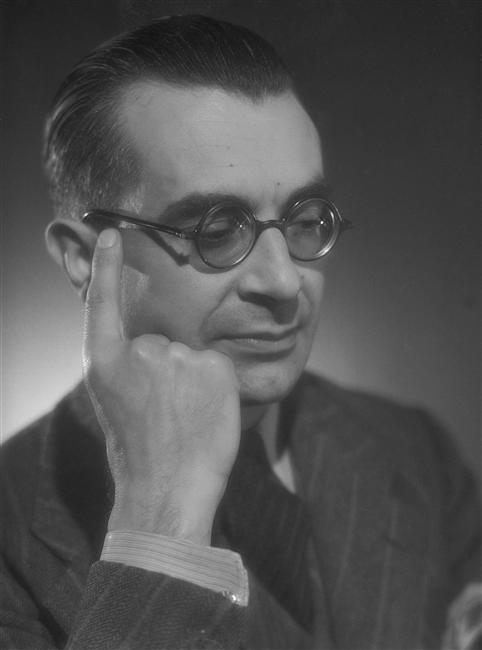
Roger Peyrefitte en 1947, studio Harcourt.

### Une répression accrue
À cette période est souvent employé le terme « homophilie », qui parfois se confond, parfois est distingué de l'homosexualité.
La période d'après-guerre est marquée par un durcissement de la répression de l'homosexualité au niveau de l'État : plusieurs centaines de condamnations par an sont prononcées dans les années 1950 en vertu de la loi interdisant les relations homosexuelles avec les mineurs de moins de 21 ans. En 1950, le député socialiste Georges Archidice est arrêté pour des relations sexuelles avec l'abbé Fernand Charpin dans les toilettes de la gare Saint-Charles de Marseille ; bien que rapidement relâché, le scandale public fait que le parti le force à démissionner. En 1960, l'homosexualité est déclarée « fléau national », au même plan que l'alcoolisme et la prostitution et cette même année, le délit d'outrage à la pudeur est aggravé quand il concerne des relations homosexuelles. En parallèle, femmes trans et travestis continuent à subir du harcèlement policier.
Les deux grands partis qui dominent la scène politique de l'époque, MRP démocrate-chrétien et Parti communiste, considèrent l'hétérosexualité comme étant l'unique norme, alors que le pays doit relancer sa natalité.
La répression s'étend à la culture : l'homosexualité n'existe quasiment plus dans les représentations artistiques et la censure, exercée par le biais de son éditeur, Gallimard, oblige Violette Leduc à réécrire une partie de Ravages.

### Une vie culturelle toujours présente
Malgré ce contexte difficile, la vie LGBT continue à exister, à travers les boîtes comme le Carroll's de Frede, lieux de dragues et rencontres, les publications, telles que Futur, Gioventù ou Juventus, ou la réappropriation de productions non pensées comme destinées à un public homosexuel, comme les revues de culturisme. Le cœur de la vie LGBT, et surtout gay, de cette époque, est Arcadie, fondé par André Baudry, que ce soit la revue ou le club parisien ; il s'agit d'une communauté discrète qui ne veut pas faire de vagues. En 1955, Daniel Guérin publie Kinsey et la sexualité, ouvrage où il détaille l'oppression spécifique subie en France par les homosexuels. Côté femmes, Françoise Mallet-Joris écrit Rempart des béguines en 1951, Nicole Louvier Qui qu'en grogne en 1953 et Irène Monesi, Althia en 1957.
En 1964, les critiques envers le tournage du film Les Amitiés particulières, adapté du roman du même nom de Roger Peyrefitte, fait l'objet de vives critiques, qui aboutissent en retour à la publication de Lettre ouverte à Monsieur François Mauriac, membre de l'Académie française, prix Nobel par Peyrefitte, pour qui l'homophobie de Mauriac s'explique par une homosexualité refoulée, en particulier sa relation avec Jean Cocteau.
Si des cabarets, tels que le Carroll's, proposent des spectacles lesbiens  sadomasochistes, ceux-ci ne sont pas destinés à un public de femmes lesbiennes ou bisexuelles, qui les évitent. À cette époque, il n'y a pas de milieu lesbien, les bars homosexuels étant fréquentés par des hommes ; la découverte de son lesbianisme se fait alors dans la solitude, puis un petit cercle restreint se constitue petit à petit.

### La formation de la communauté trans
La communauté trans commence à se faire connaître et à se structurer. En 1954, la peintre Michel-Marie Poulain publie son autobiographie J'ai choisi mon sexe ; ce témoignage participe fortement à la connaissance de la transidentité par le grand public. En 1959, le photographe Christer Strömholm réalise un reportage sur la communauté trans de la place Blanche, mettant en évidence la forte solidarité entre ces femmes et le harcèlement policier dont elles font l'objet. Marie-Andrée Schwindenhammer, elle-même trans, met en relation des femmes trans travaillant pour le cabaret transgenre parisien Le Carrousel, avec sa collocatrice, Madame Bonnet, experte en en épilation définitive par électrolyse. Des dissensions apparaissent : Marie-Andrée Schwindenhammer reproche en effet à Michel-Marie Poulain de donner une mauvaise image de la transidentité en laissant sa fille l'appeler papa en public et en restant avec son épouse d'avant transition, c'est-à-dire en s'affichant en relation lesbienne.
C'est aussi à cette époque que l'artiste Coccinelle révolutionne le genre du cabaret travesti/trans : ses spectacles ne reposent en effet non pas sur l'effet comique d'un travestissement absurde car ne pouvant être crédible, mais au contraire sur la fascination éprouvée à voir une transformation d'homme vers femme réussie. Sa célébrité prend un tournant international lorsque la presse apprend sa vaginoplastie et de nombreuses femmes trans effectuent alors la même opération. Cela suscite la réaction de l'Ordre des médecins, pour qui seules les autorités médicales, en particulier endocrinologues et neuropsychiatres, ne peuvent décider de la validité ou non d'opération de changement de sexe, et que celles-ci doivent se limiter aux personnes intersexes. Elle se marie à l'église en 1962, après avoir obtenu son changement d'état civil, mais le scandale provoqué pousse les autorités françaises à ne plus les autoriser pour les femmes trans jusqu'à la fin des années 1970. Cet âge d'or du cabaret transgenre ainsi que la notoriété de Coccinelle et de ses photos de nu, contribuent à associer dans l'esprit français l'association entre les femmes trans et à la fois le spectacle et l'érotisme, bien que la transidentité était alors déjà présente dans de nombreuses couches de la société,.

### Histoire coloniale
Dès sa conquête par la France, l'Algérie subit le regard orientalisant des Français ; en particulier, le pays subit le stéréotype de la prétendue hypersexualité des hommes arabes. Ce stéréotype était déjà présent dès le XVIIIe siècle, où les hommes musulmans étaient vus comme « au poil et à la plume », c'est-à-dire bisexuels.
Pour contrer le risque du développement de relations homosexuelles parmi les colons français, que ce soit entre eux ou, pire selon l'administration coloniale, avec les Algériens, le général Tlemben met en place un grand marché du sexe alimenté par des Françaises déplacées dans la colonie pour s'y prostituer.
Dans les années 1950 et 1960, Casablanca est pour la communauté trans française le lieu idéal où pratiquer une opération de réattribution sexuelle ; cela en raison de l'interdiction faite de pratiquer ces opérations sur le sol métropolitain,.

## 1965 à 1981

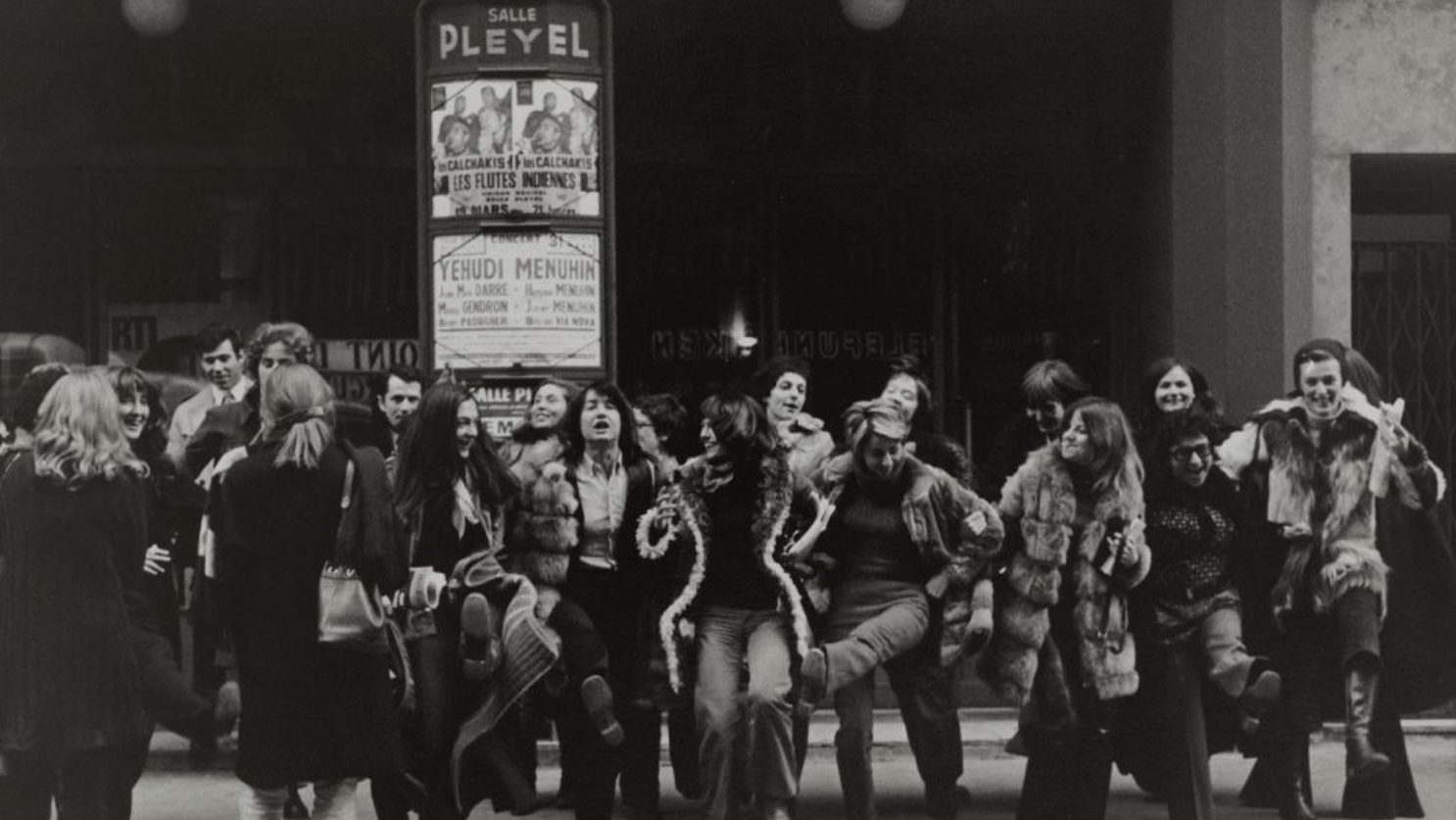
Le 10 mars 1971 à, à la suite de l'interruption de l'émission « L’homosexualité, ce douloureux problème » animée par Ménie Grégoire sur RTL dans la salle Pleyel, des militantes lesbiennes se prennent en photo.

En 1965, Marie-Andrée Schwindenhammer fonde l'Association des malades hormonaux (AMAHO), la première association trans française. L'association, qui compte 1 500 adhérentes en 1981, dont de nombreuses travailleuses du sexe, propose de l'aide à la transition, comme l'épilation définitive ou l'accès à une thérapie hormonale, du mentorat et des activités sociales.
En mai 1968 se forme à la Sorbonne le Comité d'action pédérastique révolutionnaire, organisation étudiante vantant la liberté sexuelle des « minorités érotiques » : homosexuels, voyeurs, masochistes, partouzeurs.
Mais le véritable moment fondateur du mouvement homosexuel a lieu le 10 mars 1971. Ce jour-là, Ménie Grégoire anime en direct sur RTL son émission Allo Ménie, dont le sujet du jour est « Homosexualité, ce douloureux problème ». Elle doit s'interrompre, chahutée par des militantes lesbiennes et féministes qui jugent homophobe le ton du programme, où intervenaient des « autorités morales », comme un prêtre et un psychanalyste,,. Cet évènement est à l'origine du Front homosexuel d'action révolutionnaire (FHAR),. Les manifestantes sont un groupe issu du mouvement de libération des femmes comportant notamment Maffra, Christine Delphy, Monique Wittig, Elisabeth Salvaresi, Antoinette Fouque et Anne de Bascher. Celles-ci forment le soir-même le Front homosexuel d'action révolutionnaire (FHAR),,. Rejointes par des hommes, les fondatrices se retrouvent en minorité dans leur propre groupe. Elles fondent alors les Gouines rouges et théorisent le lesbianisme politique. En 1975 est fondé Les Mirabelles, groupe de théâtre travesti qui accompagne les actions du FHAR.
En 1972 est fondée David et Jonathan, l'une des plus anciennes associations LGBT française, issue du mouvement chrétien.
Le 21 janvier 1975, Les Dossiers de l'écran organisent le premier débat de l'histoire de la télévision française consacré à l'homosexualité. Y sont invités des écrivains ne cachant pas leur orientation (Roger Peyrefitte, Yves Navarre et Jean-Louis Bory), deux médecins, un prêtre, et le député Paul Mirguet, à l'origine d'un amendement classant l'homosexualité comme « fléau ». Pour le chercheur Mathias Quéré, « c'est la première fois que l'homosexualité est montrée à une heure de grande écoute avec un visage honorable ». 19 millions de téléspectateurs regardent l'émission.
En 1979, Jean Le Bitoux fonde le magazine Le Gai Pied, mensuel puis hebdomadaire qui atteindra les 50 000 exemplaires vendus. Cette même année, le comité homosexuel d'arrondissement de Paris Les Halles organise un grand bal pour le 14 juillet à proximité du square Jean-XXIII, auquel participent 2 000 personnes.

En 1980, Yves Navarre remporte le Goncourt pour Le Jardin d'acclimatation, roman où un jeune homosexuel subit une lobotomie afin de se conformer à une vie familiale hétérosexuelle, conformément aux attentes de ses parents.

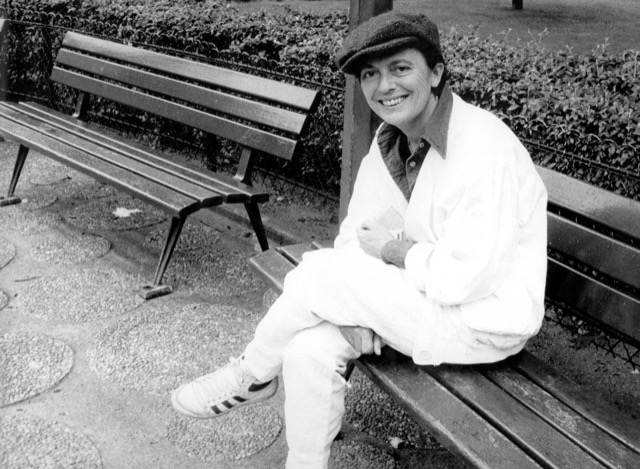
Monique Wittig, théoricienne du féminisme matérialiste, du féminisme lesbien et du lesbianisme radical.

Il s'agit d'une période d'effervescence politique, influencée par le Gay Liberation Front dont les productions circulent en France grâce au travail de diffusion et de traduction de François Lasquin : le FHAR multiplie les actions conjointes avec le mouvement féministe et la gauche révolutionnaire, telles que manifestations ou happenings. Monique Wittig, avec La Pensée straight, fonde la pensée lesbienne radicale et plus généralement, révolutionne la manière de pensée le lesbianisme et l'hétérosexualité. Héritière de Simone de Beauvoir, qui pose que la catégorie « femme » n'est pas naturelle mais construite, Wittig montre que l'hétérosexualité n'est pas non plus naturelle, mais un régime politique dans lequel s'exerce la domination des hommes sur les femmes, et que le seul espace de liberté des femmes, tant que les classes de sexe ne sont pas abolies, est le lesbianisme.
Mais il s'agit aussi d'une période marquée par de nombreuses lignes de rupture : entre lesbiennes et hommes homosexuels, entre féministes hétérosexuelles et féministes lesbiennes dont la pierre d'achoppement est la théorie développée dans La Pensée straight, et entre la gauche révolutionnaire hétérosexuelle et le mouvement homosexuel, entre les groupes homosexuels de gauche révolutionnaire et ceux de droite, entre les femmes trans et les hommes homosexuels, en particulier travestis. C'est à cette époque que s'expriment publiquement des critiques du racisme du milieu homosexuel envers les hommes maghrébins, accusé de nourrir des clichés orientalistes et d'instrumentaliser l'image de l'« homme arabe » sans s'intéresser à leurs préoccupations réelles.
La fin des années 1970 correspond à une mutation de la visibilité homosexuelle : d'une part, une augmentation de la visibilité politique et médiatique, avec par exemple l'arrivée de candidatures homosexuelles aux élections, telle que la liste Différence homosexuelle pour les législatives de 1978 ou la création de magazines (Le Gai Pied, G Magazine)  ou des UEH de Marseille, mais aussi, d'autre part, de la baisse de la visibilité dans l'espace public, avec le remplacement progressif des urinoirs publics, ce qui rend plus difficile d'y faire des rencontres.
Dans cette période, les termes « pédés » et « homosexuels » coexistent, bien que le terme « gay », venu des États-Unis, gagne en popularité.
Cette grande visibilité s'accompagne de violents mouvements de répression. Ainsi, lors du Festival du film homosexuel de 1978, une vingtaine de militants d'extrême-droite interrompent la projection du Droit du plus fort, blessent des spectateurs, saccagent les locaux et volent la caisse.

## 1981 à 1996: les années SIDA

### La «dépénalisation de l'homosexualité»
Si l'homosexualité n'est plus stricto sensu interdite en France depuis la Révolution, il demeure toutefois en 1981 de nombreuses dispositions qui placent l'État en situation d'entraver concrètement l'homosexualité, parmi lesquelles le fichage policier des homosexuels, la différence de majorité sexuelle (15 ans pour les relations hétérosexuelles, 18 ans pour les relations homosexuelles), ainsi que des formulations implicitement homophobes pour avoir le droit d'être fonctionnaire (avoir de bonnes mœurs) ou locataire (être un bon père de famille), ainsi que l'interdiction d'affichage de la presse gaie et lesbienne. L'abandon de tous ces points est regroupé par les militantes lesbiennes et militants gays des années 1970 et du début des années 1980 sous l'appellation « dépénalisation de l'homosexualité », et cette dépénalisation est une promesse de campagne du candidat socialiste à l'élection présidentielle de 1981, François Mitterrand.
Après son élection, la majorité sexuelle passe à 15 ans pour tous, le fichage policier est aboli (circulaire Defferre et circulaire Badinter), la loi Quillot change les conditions de location et la réforme de la fonction publique ouvre de fait le statut de fonctionnaire aux homosexuels. Plus généralement, la décennie s'ouvre pour les personnes LGBT avec un sentiment de libération. Autant le militantisme discret et feutré du groupe Arcadie des années 1960 que les actions coup de poing du FHAR des années 1970 semblent dépassés. Le Monde note : « Adieu les yeux baissés, adieu la colère, leurs héritiers font la fête ». En 1983, est créé Homosexualités et socialisme.

### L'épidémie de SIDA
Pour un article plus général, voir Sida en France.

#### Le «cancer gay» et le déni
La première mention du syndrome d'immunodéficience acquise (SIDA) en France, qui n'est pas encore identifié comme tel, a lieu en septembre 1981 dans un article paru dans Le Gai Pied qui relate l'arrivée d'une maladie à New York « dont tous les malades sont pédés ». Lors de l'été de la même année, le médecin Willy Rozenbaum reçoit un patient homosexuel qui souffre de plusieurs maladies infectieuses ; une équipe médicale se constitue autour de lui, comprenant l'immunologiste Jacques Leibowitch, qui, le premier, a l'intuition que la maladie est provoquée par un rétrovirus. Fin 1982, ils contactent Luc Montagnier, Jean-Claude Chermann et Françoise Barré-Sinoussi afin que leur laboratoire, l'Institut Pasteur, puisse valider cette hypothèse. Le virus de l'immunodéficience humaine (VIH) est découvert en mai 1983 et reconnu comme responsable du SIDA en 1984. Entre-temps, le nombre de malades identifiés est passé de 11 en 1981 à 377 en 1984.
La progression des connaissances médicales ne s'accompagne pas alors d'une prise de conscience sociale : au contraire, notamment en raison d'une campagne médiatique qui fait craindre des attaques anti-gay et un retour de l'ordre moral contre lequel les homosexuels ont tant lutté dans les années 1970, les militants gays sombrent dans le déni : une théorie du complot présente même le sida comme une invention homophobe de Reagan. Ceux qui reconnaissent la maladie refusent de reconnaitre sa gravité et de minimiser les risques, notamment en baissant leur nombre de partenaires sexuels : la revue Masques affirme ainsi, dans son numéro de fin 1984, « mieux vaut mourir du sida que de mourir d'ennui ». À cela s'ajoute aussi des intérêts financiers : les patrons de saunas et backrooms gays, nouvellement installés, craignent que des messages de prévention éloignent les clients de leurs établissements. Il faut dire que la sérophobie commence à s'installer : être malade, c'est être mis socialement à l'écart jusqu'à la disparition symbolique des malades à leur mort, notamment par la destruction de leurs affaires, en raison d'une peur irrationnelle de la contamination.

#### AIDES: La réponse communautaire

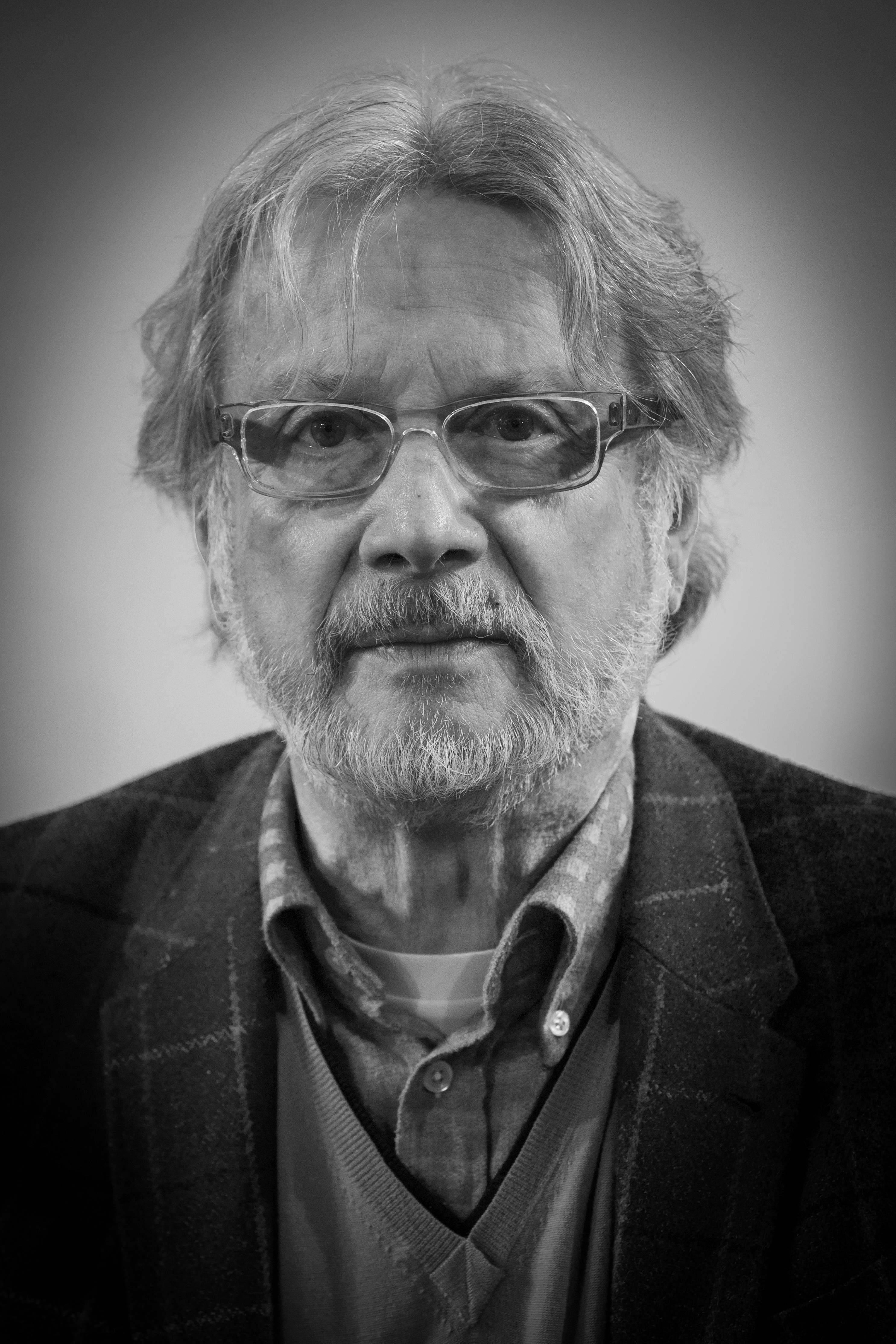
Daniel Defert, fondateur, à la mort de son compagnon Michel Foucault, de l'association de lutte contre le SIDA AIDES.

La réponse communautaire s'articule alors autour d'associations : la plus ancienne, Vaincre le sida (VSL), est créée en août 1983 lors de l'université d’été euroméditerranéenne des homosexualités par le médecin Patrice Meyer et propose aide aux malades, brochures informatives et lignes d'écoute. La seconde, AIDES, est créée en novembre 1984 par Daniel Defert à la mort du philosophe Michel Foucault, son compagnon,. Si elle comporte de nombreux membres homosexuels, dans sa communication, AIDES distingue ses bénévoles, les malades du sida et les homosexuels comme trois groupes distincts. AIDES crée des brochures qu'elle diffuse dans les bars, distribue des préservatifs, se paye des encarts de publicité dans Le Gai Pied pour faire de la prévention, met en place une permanence téléphonique et un système de support communautaire, les buddies. AIDES vainc progressivement la résistance des propriétaires de bar et de saunas qui refusent encore, dans les années 1985-1987, d'accueillir des messages de prévention, sans réellement réussir à enrayer la propagation de la maladie : entre 1984 et 1994, le nombre de bénévoles passe de 37 à 3 600, mais le nombre de malades progresse dans les mêmes proportions, passant de 377 à plus de 37 000.
Enfin, Arcat-Sida est créé en 1985, la même année qu'Act-Up Paris, fondée par Didier Lestrade, Pascal Loubet et Luc Coulavin, sur le modèle d'Act Up New York.

#### Act-up: la politisation
Outre l'information sur la maladie, le soutien des malades et l'accès aux thérapies, les actions de ces associations permet des avancées sur l'accès au dépistage d̠ès 1985 ainsi que sur la disponibilité des modes de prévention, en particulier des publicités pour l'usage du préservatif et la vente libre de seringues à partir de 1987.
En 1992, le film autobiographique Les Nuits fauves, réalisé par le bisexuel Cyril Collard, remporte le César du meilleur film trois jours après le décès de ce dernier des suites du Sida ; ce film participera fortement à la visibilité de la maladie, en particulier chez un public jeune.

### Lutte contre l'invisibilisation des lesbiennes
L'histoire lesbienne française est marquée par la dépossession des lesbiennes des lieux, organisations et médias LGBT, que ceux-ci aient été fondés par des femmes ou pas. Ainsi, le Front homosexuel d'action révolutionnaire, créé par des lesbiennes, devient de plus en plus majoritairement gay à mesure que ces évènements sont identifiés comme des lieux de rencontre sexuelle ; cette minorisation en nombre s'accompagne d'une domination symbolique, où les lesbiennes ne sont pas écoutées lors des réunions.
La fin des années 1970 et le début des années 1980 est une période de forte augmentation de la visibilité lesbienne et homosexuelle, avec la multiplication de revues et publications : Masques, Homophonies, Quand les femmes s'aiment, Madivine, Clit 007 (revue publiée à Genève), Nouvelles questions féministes, Amazones d'hier, Lesbiennes d'aujourd'hui, Interlopes... Ces revues parlent politique, culture, littérature, avec une large place laissée aux petites annonces. L'association archives recherches et cultures lesbiennes (ARCL) est fondée en 1983, avec pour but de réunir en un seul lieu la production foisonnante et éparse de la mémoire lesbienne. Michèle Larrouy y est l'une des figures majeures.
De 1990 à 1999, vingt associations lesbiennes se forment et établissent des connexions entre elles. Elles se fédèrent en 1996 dans la Coordination Lesbienne Nationale, qui prend le nom de Coordination Lesbienne en France (CLF). Elle se fixe pour objectif de promouvoir la visibilité lesbienne, de rendre légitimes les droits des lesbiennes, de demander le statut d'asile pour les lesbiennes persécutées dans leurs pays d'origine et de créer des réseaux. La CLF coordonne plusieurs associations militantes et culturelles lesbiennes comme Les lesbiennes font leur cinéma ou le Printemps Lesbien de Toulouse.

## À partir de 1996: vers l'égalité des droits

### La conquête du PACS

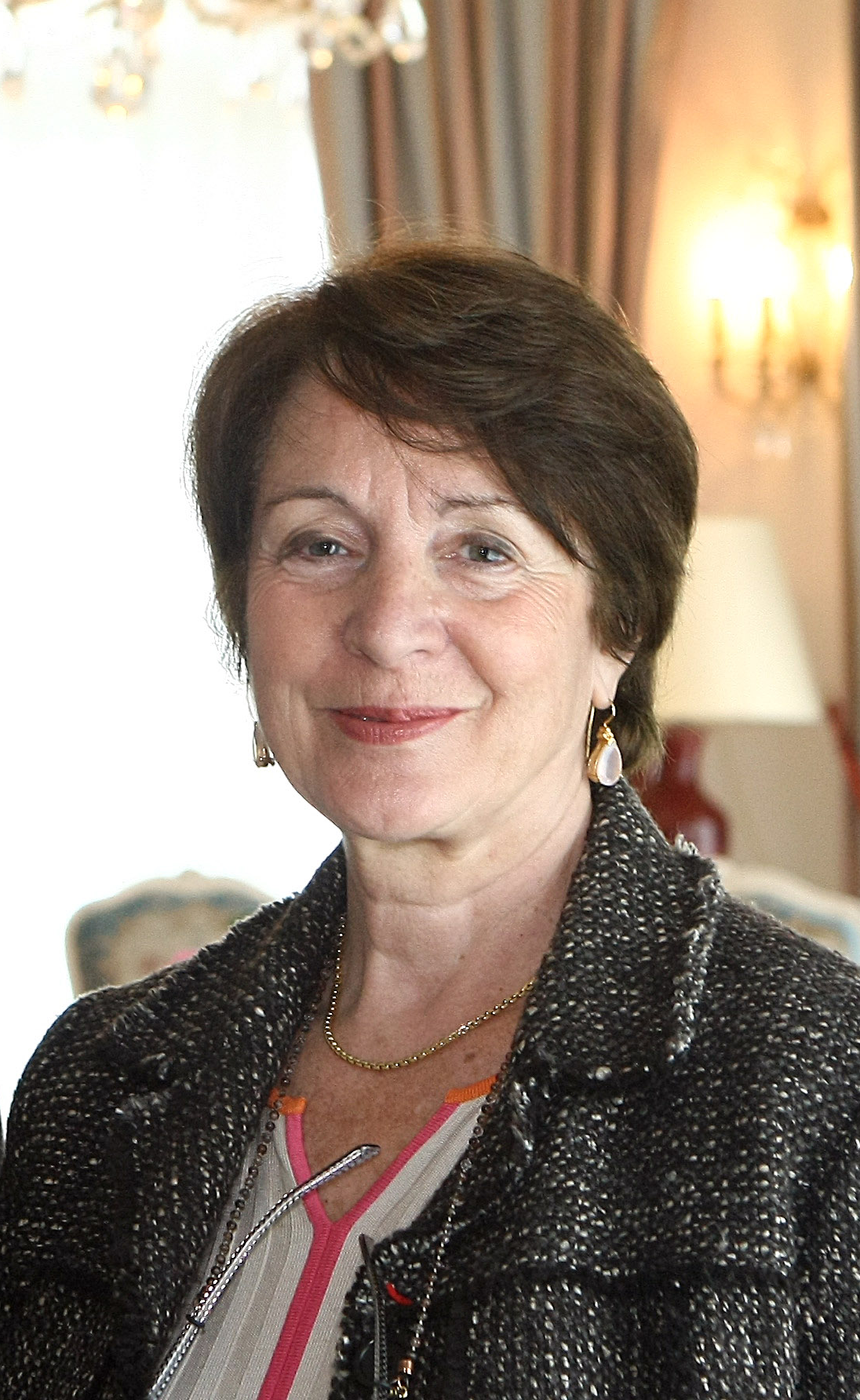
Catherine Tasca, femme politique qui, lors de son mandat de députée et de présidente de la commission des lois, œuvra pour la mise à l'agenda parlementaire puis la promulgation du PACS.

Les couples homosexuels ne sont pas reconnus comme de véritables concubins : la Cour de cassation estime en effet, dans deux décisions de 1989 et en 1997, que l'absence de possibilité de se marier fait que les droits du concubinage ne s'appliquent pas. Cette non-reconnaissance est particulièrement dramatique en contexte d'épidémie de sida : d'un côté, impossibilité pour le malade d'être inscrit sur la mutuelle de son compagnon et, de l'autre, non-autorisation de l'amant lors des visites à l'hôpital, et, en cas de décès, non-transfert du bail locatif et exclusion des cérémonies de deuil.
Des militants gays, tels que Jan-Paul Pouliquen, et des députés de gauche (Jean-Pierre Michel, Jean-Yves Autexier), rejoints par des associations gaies et féministes, mettent au point une première forme de reconnaissance du concubinage, ouverte aux couples homosexuels comme hétérosexuels, et la revendication gagne les médias lors des élections législatives de 1997. Malgré une frilosité initiale du gouvernement Jospin et d'une forte mobilisation de l'opposition à ce projet qui provoque un déferlement de propos homophobes dans l'espace public qui marque la communauté LGBT française, le pacte civil de solidarité entre en vigueur en 1999.

### Lutte contre la biphobie
La visibilité bisexuelle devient également un enjeu. En 1995, un groupe de quatre femmes, dont Catherine Deschamps, issues du mouvement d'Act Up-Paris ou provenant d'associations lesbiennes, se réunit au Centre gay et lesbien (CGL) de Paris afin de travailler sur la rédaction d'un article consacré à la bisexualité dans le journal Le 3 Keller. Dans la foulée, elles créent un groupe mixte au CGL, et en 1997 ce groupe fonde l'association Bi'Cause, la première association en France pour défendre les droits des personnes bisexuelles et pansexuelles en France,.
En 2007 est créé une Journée de la bisexualité, le 23 septembre.
En 2013, pour la première fois en France, l'association SOS Homophobie publie dans son rapport annuel une rubrique sur la biphobie.

### Effets de la pandémie du Covid-19
Pendant la crise du Covid-19, les restrictions sanitaires provoquent une chute de revenus des personnes LGBT, en particulier trans. Si la société civile, notamment le STRASS, organisent des distributions alimentaires, elle ne bénéfice pas de soutien institutionnel ; les demandes adressées notamment au ministère de l'Égalité restent lettre morte.

## Historiographie

### Travail de recherche
La recherche en histoire LGBT en France est peu active comparée à ce qui est produit dans d'autres pays, en particulier le Royaume-Uni et les États-Unis,. Pour Jeffrey Merrick, professeur émérite d'histoire, ce manque d'études spécifiques vient de la croissance très répandue en une culture française unifiée, gommant les divisions existant au sein de la société, notamment suivant l'orientation sexuelle : « André Gide et Yourcenar sont vues comme des personnalités françaises dont il se trouve qu'elles eurent des relations sexuelles avec des personnes de leur sexe, plutôt que comme des écrivains homosexuels. ».
Si elle se développe peu à peu, elle est marquée par deux caractéristiques : d'abord, une invisibilisation de l'histoire lesbienne, plus reconnue par les associations féministes et lesbiennes françaises et européennes que par le milieu universitaire ; cette invisibilisation découle de la minorisation de l’identité lesbienne, que ce soit dans les mouvements LGBT ou féministes, ; d'autre part, une focalisation sur l'histoire littéraire au détriment d'autres points de vue et sujets, que ce soit dans les études françaises ou anglophones,. La recherche historique est aussi moindre sur les périodes où l'homosexualité est la plus sanctionnée : ainsi, la période 1945-1970 est peu étudiée relativement aux périodes précédentes et suivantes.
Comme pour d'autres pays, l'historiographie a évolué à travers des approches différentes: d'abord centrée sur la mise en évidence de personnalités homosexuelles dans le passé, en majorité des hommes issues des classes sociales les plus aisées. Elle s'est ensuite focalisée sur la culture LGBT plus large, et la manière dont les membres de communauté interagissaient entre eux ; toutefois, les sources écrites étant majoritairement des rapports médicaux et de police, cet axe de recherche avait tendance à visibiliser la communauté LGBT dans son interaction avec l'autorité, en délaissant le reste. Enfin, la troisième vague interroge comment les productions médicales et judiciaires influencent la réalité sociale, l'historicité même du concept d'orientation sexuelle ainsi que l'intersectionnalité entre celle-ci et d'autres facteurs sociaux, comme le genre, la classe et l'ethnicité.

### Mythes

#### Collaboration et nazisme
Il perdure jusqu'aux années 1980 au moins la vision d'une communauté homosexuelle masculine particulièrement collaborationniste, sans que cela ne corresponde à une réalité historique. Selon cette vision, l'occupant nazi serait hyper-viril, attirant ainsi les lesbiennes elles-aussi virilisées telles que Violette Morris, ou les hommes homosexuels acceptant avec joie le rôle passif-occupé. Une réaction opposée amène Marie-Josèphe Bonnet à remettre en cause toute accusation de collaboration envers la sportive dans Violette Morris, histoire d’une scandaleuse, paru en 2011, au point de troquer l'enquête historique pour un plaidoyer.

#### Répression de l'homosexualité
Pour l'historien Antoine Idier, l'histoire de la répression de l'homosexualité en France souffre d'un mythe de minimisation, où la répression en France se limiterait à la période de Vichy et où la France serait une exception de liberté depuis la révolution au sein d'une Europe répressive (paragraphe 175 en Allemagne, outrage à la pudeur entre hommes au Royaume-Uni, tortures dans l'Espagne franquiste). Cette minimisation a une double rôle politique. En 1981, quand Robert Badinter plaide pour une abolition des dispositions homophobes introduites par Vichy, il cherche à faire du maintien de ces lois, position soutenu alors par la droite, une aberration de l'histoire.  En 2022, elle permet de réduire la couverture du champ des réparations, la limitant à la pénalisation de 1942 à 1982.

### Mémoire

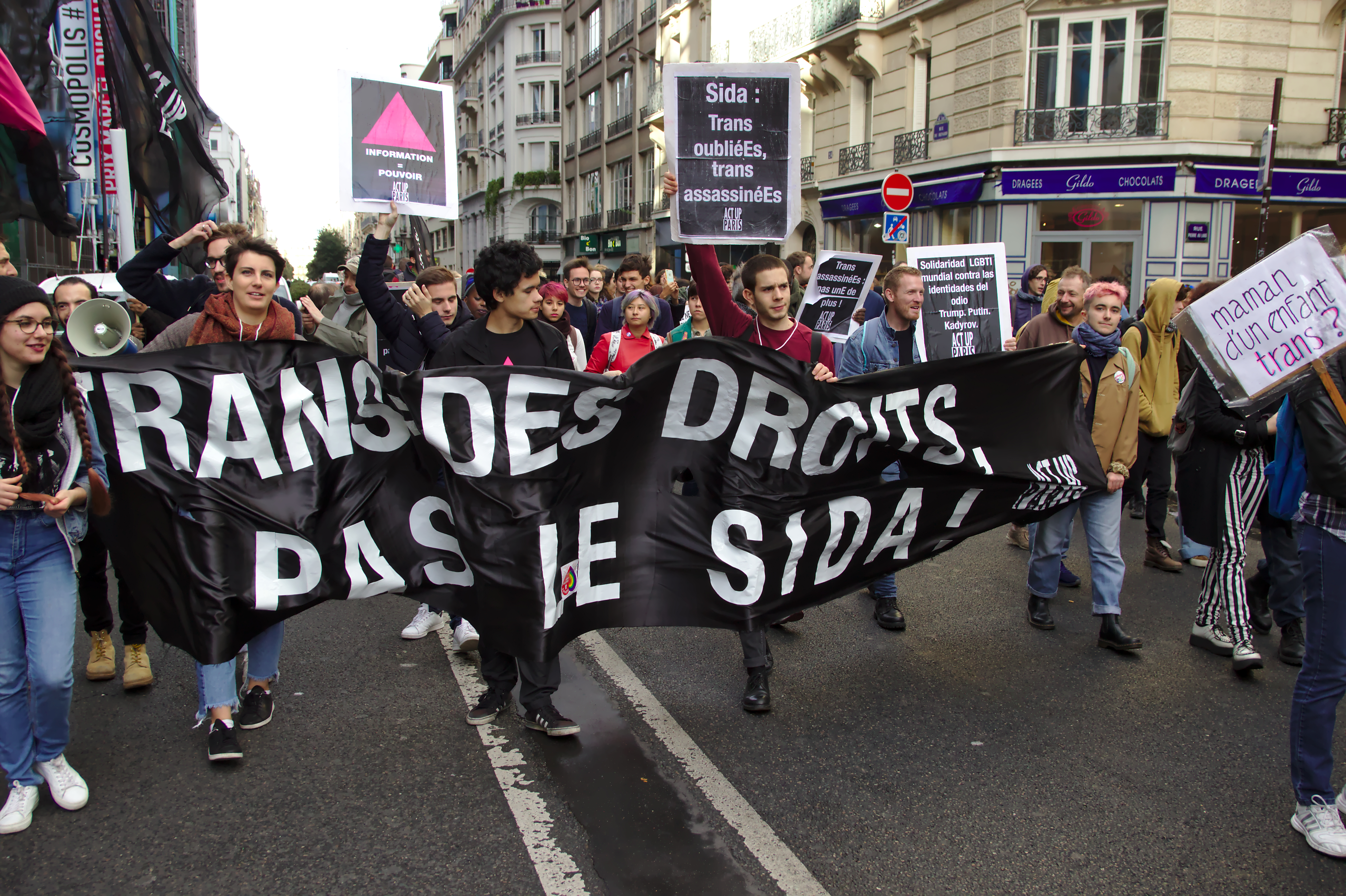
Cortège d'Act Up-Paris à l'Existrans 2017. Fondée en 1985, l'association reprend le triangle rose comme symbole des luttes LGBT.

La représentation de l'histoire LGBT française est aussi sujette à évolution et est marquée par un mouvement d'interprétation homophobe de l'histoire mais aussi par une réappropriation d'époques passées pour servir les revendications politiques LGBT d'une autre.
Ainsi, les années 1970 amènent à une redécouverte de l'homosexualité du temps des années 1920, au point de devenir alors une sorte de mythe fondateur idéalisé. C'est aussi à cette période que la discrimination et déportation des homosexuels sous l'Allemagne nazie commence à être étudiée, sous l'impulsion des militants gays et lesbiens américains repris par le Front homosexuel d'action révolutionnaire dès 1971, qui se réapproprient le triangle rose comme emblème communautaire et outil de sensibilisation de l'opinion publique,,. La participation des associations LGBT à la journée nationale du souvenir de la déportation est une revendication qui émerge dès 1975 et n'est reconnue qu'en 2001 par le Premier ministre Lionel Jospin. Pierre Seel, déporté homosexuel, prend publiquement la parole sur son vécu en 1982 et publie en 1994 Moi, Pierre Seel, déporté homosexuel. Entre-temps, l'opposition est forte, parfois violente, de la part de certaines associations de déportés politiques ou juifs.